# 今日から俺は!!
『今日から俺は!!』（きょうからおれは）は、西森博之による日本の漫画作品である。またそれを原作にしたOVA作品及びオリジナルビデオ、劇場公開映画、テレビドラマの実写作品化もされた。通称「今日俺」。

## 概要
『増刊少年サンデー』（小学館）にて1988年9月号から1990年8月号まで連載。その後掲載誌を『週刊少年サンデー』（小学館）に移し、1990年40号から1997年47号まで連載されて完結。コミックス版全38巻。ワイド版全19巻。コンビニコミック版全14巻（My First WIDE版）。文庫版全18巻。2012年4月時点で累計発行部数は4,000万部を突破している。
テレビドラマ企画が始まり久しぶりに復活した2018年11月24日発売の『週刊少年サンデーS』2019年1月号（小学館）にて『今日から俺は!! 特別編』が連載された。
作品の舞台は千葉県。架空の高校である軟葉高校とその周辺地域を舞台にしたヤンキーの日常を描くバトル漫画であり、コメディギャグ漫画。三橋貴志と伊藤真司が様々な敵と戦ったり珍事に巻き込まれたりする。各サブタイトルは全て「○○編」。
「不良モノ」の漫画には珍しく暴走族構成員があまり登場せず、田中良が女子を助けた時（3巻）や三橋の過去（18巻）などにのみ登場している。作中の不良の暴力性も比較的控えめで殺し合いレベルの戦闘はない。「ヤンキーギャグ漫画」でありながら下ネタが非常に少なく、また、恋愛関係においても主人公達は奥手であり性描写もない。
主に1990年代にヒットした漫画であったが、2018年から2020年にかけてテレビドラマ・実写映画化されリバイバルヒットした。

## 登場人物
『声』の項はOVA版の声優、『演』の項にはテレビドラマ版および実写映画版の俳優を記載する。

### 私立軟葉高校
読みは「なんよう」。共学制高校。通称軟高（なんこう）。典型的なヤンキー校であり、当初は開久高や忠実高から見下されていたが、三橋と伊藤が転校してきてからは裏での地位を高めた。2人が紅高の今井・中野・谷川・小山らと共に開久に攻め込み勝利したことで県内から一目置かれ、やがて元番格クラスの生徒も編入するようになり注目される。個性的な生徒が多く、毎回のように校内を巻き込むトラブルが起きる。偏差値はあまり高くない。
三橋 貴志（みつはし たかし）
声 - 松本保典
演 - 三橋貴志（1994年劇場版）、賀来賢人（テレビドラマ版、2020年劇場版）
本作の主人公の1人。（自称）身長181cm。物語開始当時は15〜16歳。OVA第5巻にてアルバイトの履歴書に昭和52年12月31日生まれと記入しているが、原作では軽井沢編で17歳であり、サイパム編で牡羊座と名乗っており、3月生まれと思われる。短ランを着込み、パーマを当てた金髪という出で立ち。それまではごく平凡な学生生活を送っていたが、高校1年の時の転校をきっかけにツッパる。当初はツッパリを恐れていた。唐辛子を仕込んだ目つぶしを持ち歩くなど、勝つためには手段を選ばないずる賢い一面があり、金髪の悪魔と恐れられ、その噂は千葉全土に広まっている。口ぐせ及び勝ち名乗りは「俺は日本一強い」。状況によっては多少臆病になる。
伊藤と組んだ際は作中最強であり、敗北したことは一度もない。運動神経抜群で瞬発力に長けており、跳び技が得意。パンチやキックのスピードと威力は凄まじく、大抵の相手は一撃で倒している。空中で体の位置を変えて強引に攻撃するなど人間離れした動きも見せる。足の速さは他の追随を許さず、特に逃げを打った時は追いつける人物は存在しない。また伊藤ほどの根性はないが持久力も高く、プロレスラーと張り合えるほどのスタミナを持つ。
頭の回転（悪知恵）も非常に速く、用意周到であり冷静な計算で窮地を切り抜ける事も多い。屁理屈や啖呵を次々と発し、相手に不愉快な思いをさせることが得意。勝利の定義は「相手に自分より不愉快な思いをさせること」。自他ともに認める卑怯者であり、「俺は卑怯者と言われているが相手が1人で来る以上1対1でカタをつける」と語るが、逃げ続けて相手が疲れ切ったところを倒すなど、三橋本人は正々堂々のつもりでも周囲からは「卑怯」だの「セコイ」だのと評される。
仲間想いな一面も持ち、普段は伊藤をからかいながらも心の底では彼を親友と認めている他、今井のことも仲間と認めている。端整で外見に限って言えば女子からは伊藤以上に好評を得ている。実は黒髪の方が金髪の時よりも周りの評判は良い。理子を大切に思い、彼女に害をなす者を決して許さない。
「千葉最強」「伊藤よりも強い」と言われており、伊藤を含め誰もそれを否定しない為、周囲からはそのように認識されている。実際、伊藤とどちらが強いかは作中では掲載されてない。三橋は自身の方が強いと思っている節があるが、内心「伊藤の方が強い」とも考えている模様。
中流家庭の出で容姿や性格は母親似。食い意地が張っており金銭欲も凄まじいが、金が無くとも堂々と渡り歩ける生活力がある。学校では他人のパンや弁当を無断で食べたりしているが、周囲に食事をたかる際にはラーメンかビフテキを要求することが大半である。また理子と出かけた際の発言からソフトクリームのことは見たことがなかった、もしくは知らなかった模様。酒を飲むと人並み以上に温和で低姿勢になるが、体に触れた者に対しては普段以上に凶暴化して攻撃する。そして自分の体に触れなくても仲間に危害を加えられると同様に怒り、普段は口にしない仲間に対する思いを吐露している。オカルト関連のものが苦手だが、嫌いなのは祟りや幽霊などで、呪いの類いは平気。雷も苦手である。クジ運が強く、伊藤のバイクを壊した際は当選した大型テレビで弁償した。また漢字をわざと訓読みする癖があるようでしばしば野球を「ノタマ」、地球を「チタマ」と言う描写がある。
終盤では今井を圧倒した北山を仲間たちの助力と得意の悪知恵で倒すも、最終巻では相良に車で轢かれ、更に理子まで拉致される。重傷の状態で理子の救出に向かい、相良から身を挺して彼女を守り抜いた。卒業後は壮大な野望のため、伊藤と2人で北海道へと向かう。
『天使な小生意気』10巻93Pに1コマだけ伊藤と一緒に、14巻62Pでは夕日をバックに伊藤と、12巻86Pにも1コマ、15巻の天使恵の男の中の男の想像に登場。また『お茶にごす。』3巻内表紙の船橋雅矢（まークン）が読んでいる漫画の中で三橋と伊藤が温泉を掘り当てるワンシーンが描かれている。
『週刊少年サンデー』1995年50号のキャラクター人気投票の結果は、1,015票を獲得して第1位。
伊藤 真司（いとう しんじ）
声 - 堀秀行
演 - 中倉健太郎（劇場版）、伊藤健太郎（テレビドラマ版、2020年劇場版）
本作のもう1人の主人公。長ランを着込みトゲトゲ頭という出で立ち。生真面目で義理堅く、正義感も強い。身長180cmらしい（髪も含めると205cm）。物語当時15〜16歳。高校1年の時の転校をきっかけにツッパる。驚異的なタフネスぶりで実力は三橋にも劣らない。紅高の不良に絡まれた際には倒れていた木の電柱を抱え上げて振り回して撃退、という離れ業を披露したこともある。曲がったことを嫌い、特に大勢で一人を囲む多対一の場面では、囲まれた者を問わず何度も加勢している。三橋とは対立することもしばしばあるが、その人柄もあり軟葉高校では皆から慕われ、尊敬されている。三橋が基本的に「三橋さん」と呼ばれるのに対し、伊藤は「伊藤君」「伊藤ちゃん」と呼ばれることが多い。三橋からはしばしば「いたう」と呼ばれる。
入学直後、勝つためには卑怯な手段も厭わない三橋のやり方に反感を抱き、一度袂を分かつ。しかし三橋が裏では白鳥の手下をひとりずつ倒すことで自身を助けていたと知り、和解。以降は無二の親友となる。
ケンカでは卑怯な手を使わずに正々堂々と戦うため、搦め手や卑怯な手を使う相手には敗北したこともある。最終巻では車に轢かれて重体の身ながら、持ち前の根性で相良を圧倒し勝利した。
性格的には三橋と対照的だが、しばしば彼と一緒に悪乗りする場面もある。普段は三橋のワガママぶりに振り回されることが多いが、一方で彼の性格を知り尽くしているため、上手く動かすことができる数少ない人物の一人であり、理子ですら「やっぱり伊藤ちゃんにはかなわない」と述べている。
裕福な家庭の御曹司。髪を下ろすとオタクのような外見になり、たびたび三橋に馬鹿にされ、本人もそれを気にしている。本人曰く髪のセットには40分かかるらしいが、一度だけセットなしでウニヘアーになった。酒に弱く、少しでも飲むと眠る。オヤジギャグを出すと場の空気を凍りつかせる。三橋同様、運動神経は抜群で腕っ節も強いが、怒りにより更に強くなる。感情が高ぶると、三橋に匹敵もしくはそれ以上の強さを発揮する。一方で恋人の京子が傍にいる場合などは、あまり喧嘩やいざこざを好まなくなる。
卒業後の姿はトゲトゲ頭ではなかった。恋愛に関しても保守的な考えを持ち、京子とはプラトニックな恋人関係である。
特徴的な髪型ゆえに「ウニ」「カッパ」呼ばわりされることが多く、コミックス4巻ではヤクザの刀で頭頂部を円形に斬られて実際にカッパヘアーになったことがある。また、在学中の時点で原付免許を所持していたようで、ホンダ・ディオを購入した際には「ディオ君」と呼び、バイクに触れた者を叩きのめしたり、何重にも鍵をかけるなど大切に扱っていたが、三橋が無茶な運転をしたため廃車となった。
『天使な小生意気』10巻93Pに1コマ、14巻62Pにも三橋とともに登場。
『週刊少年サンデー』1995年50号キャラクター人気投票の結果は、582票を獲得して第3位。
赤坂 理子（あかさか りこ）
声 - 草地章江
演 - 中嶋美智代、望月まゆ、今村雅美、高橋かおり（劇場版）、清野菜名（テレビドラマ版、2020年劇場版）
ヒロイン。赤坂流道場の一人娘。元々は三橋や伊藤とは別の高校に通っていたが、三橋への好意から、軟葉高校に編入する。合気道の使い手で、小柄ながらヘタな不良よりも強く、一度は相良を投げ飛ばしている。容姿は周囲から可愛いと評価されており、陰で彼女に好意を抱く男も多く、軟高転校前は恋文などをよくもらっていた。三橋と一緒にいることで、度々危険な目に遭っている。三橋をたしなめることの出来る数少ない存在であり、一部からは影の実力者と実しやかに囁かれている。その影響でヘルメット男に軟葉の女番長と誤解され、狙われたこともある。三橋を「三ちゃん」と呼ぶ唯一の人物。
もともとは不良や卑怯な人間が大嫌いだったため、三橋と初めて会った際は辛辣に接していた。しかし自身が危機に陥った際に彼に助けられたことで、好意を抱く。その好意を自覚しているが、自分でもなぜ好きになったのかよくわからないらしい。
伊藤のことも「伊藤ちゃん」と呼んでおり、校内では三橋・伊藤と3人でつるむことが多く、三橋に対して伊藤と2人で親のような接し方をすることもある。
今井に関しては、彼から一度 堂々と告白されたことがあるが、三橋への好意を隠せず断っている。何故か彼に対する評価が高く、軽井沢で明らかに様子が違うのに「いつもあんな感じじゃない？」と語ったり、「どう見てもモテるタイプ」と告げるなどしている。三橋と伊藤が策略により敵対を仕向けられた際にも今井に助けを求めたが、それを聞いた京子からはドン引きされた（実際、その事件では今井は全く役に立たずに終わっている）。
ドラマ版では最初から軟葉に在学しており、風紀委員となっている。
『週刊少年サンデー』1995年50号の人気投票結果は240票を獲得して5位。
田中 良（たなか りょう）
声 - 菊池正美
演 - 明賀則和（東映Vシネマ版）
赤坂流の門弟で、理子に想いを寄せる少年。身長160cm。伊藤に匹敵するほど正義感が強く、誠実でいかなる状況でも漢気を見せる。一方、不良並みに気が強く口も悪い。腕っぷしは弱く、しばしばいじめられっ子を助けに入るが、返り討ちにあうことも多い。三橋には相手が複数なら、小学生にも負けると評されている。理子と同じ高校から共に転入してきた。小柄なのがコンプレックス。当初は弱かったものの、赤坂流の鍛錬には真剣に取り組み、物語終盤では開久の不良を倒している。愛称は「良くん」。
小学生に惚れられて、三橋に助けを求めたことがある。三橋と伊藤を口では煙たがる素振りを見せるが、内心では認めている。軟高で三橋を呼び捨てにできる数少ない人物の一人。
『週刊少年サンデー』1995年50号の人気投票結果は126票を獲得して8位。
高崎 秀一（たかさき しゅういち）
演 - 川井博之（東映Vシネマ版）
北川に服従しなかったため、彼に嵌められ地元の埼玉を追われ軟高にやってきた柔道男。二枚目な容姿と非道を見過ごさぬ倫理観、そこらの不良をものともしない腕っ節を備えており、転入直後から伊藤に匹敵する女子人気を獲得する。柔道の勝負では、三橋と伊藤を倒した。
正義感が強く生真面目な一方、思い込みが強く相手の話をよく聞かない面もあり、三橋のことも根っからの悪人と即座に決めつけた他、他校の不良を問答無用で裁いたが、実際にはその不良に大義があったことでトラブルへと繋がった。クサい台詞を屈託無く連発する。
当初は三橋の狡猾さを嫌悪していたが、北川事件解決を機に三橋を認めている。柔道を用いた実力は三橋や伊藤にも引けを取らないほどで、北川事件の後は様々な場面で三橋・伊藤と共闘している。最後は負けることを承知で三橋と伊藤のために、襲ってきた開久の不良達を1人でも多く倒すため奮闘する。三橋が認めている数少ない人物。（推定）身長177～179cmだが、足が短い。昔から人気者で、北川の妬みを買っていた。
よく伊藤と京子がいちゃついている場面に遭遇する。とあるきっかけで良に惚れていた小学生に惚れられている。
『天使な小生意気』の小林一文字、『道士郎でござる』の桐柳道士郎、『お茶にごす。』の樫沢光輝の原型となったキャラクターである。
佐川 直也（さがわ なおや）
声 - 三木眞一郎、真殿光昭
演 - 柾木玲弥（テレビドラマ版、2020年劇場版）
三橋と伊藤の学友。不良ではあるが、明るい性格で喧嘩は弱く、自身より強い相手には下手に出る。「調子のいい不良」と自称し、「県外にまで名を轟かす三橋、伊藤のダチ」であるとして自己満足している。虎の威を借る狐を通しており、当初周囲の評価は低かったが、開久生徒ともめた際は打ちのめされながらも、最後にプライドは二の次で三橋、伊藤を大声で呼び寄せ勝利したことから、タダ者ではないと恐れられている。そのため、相良の「三橋をやるのに邪魔になりそうな仲間」リストに載っている。
酒癖が悪い。情報通でもあり、近隣の学生の情報を三橋たちに教えることが多い。在学中は彼女がいた模様で、一時期彼女からもらった人形をカバンに付けていたが、卒業式ではメグミに告白するも、失恋したか友情関係に留まったかの模様。卒業後は板前を目指し就職した。
後に高校卒業後の彼の目線で描いたスピンオフ作品『今日から俺は!! 〜勇者サガワとあの二人編〜』で主人公を務める。三橋と伊藤が在学中に行方不明になったという本編とは異なるアナザーストーリーだが、卒業後は同様に板前を目指し修行したところ大成せず、チェーン店の調理担当に収まっていた。
伊沢 圭一（いざわ けいいち）
演 - コーシロー（テレビドラマ版）
坊主頭。佐川と仲がいい。妹はいわゆるイマドキ女子高生で尻軽。喧嘩は弱くないが、小心者。相良の「三橋をやるのに邪魔になりそうな仲間」リストの1人。教師の小坂から佐川と共に「明るい不良」と称される。連載当初の漢字表記は「井沢」だった。
卒業後は車の整備士を目指していて、父親から仕事を教わっている。
テレビドラマ版にも三橋・伊藤のクラスメイトとして登場する。
清田 秀夫（きよた ひでお）
野球部の部員。軟葉祭アーチ作りを嫌がり暴れる三橋を止めに入るが、殴られる。京都の修学旅行では佐川・伊沢とともに三橋らと同部屋だったが、観ていたテレビドラマを三橋に有無を言わさず野球中継に替えられる目に遭う。その後は登場しなかった。
メグミ
演 - 清水茜（テレビドラマ版）
理子の友人。理子と行動を共にすることが多い。登場回数は多いが、名前を呼ばれる場面は少なく、物語の本筋にも絡まない。卒業式に佐川から告白されるも断った模様。三橋曰く「言いにくいことをズバッと言う女」。
テレビドラマ版にも理子のクラスメイトとして登場し、フルネームが浅倉 めぐみとなっている。
榊原 雄一（さかきばら ゆういち）
三橋たちより2歳下の後輩で通称「中学の三橋」。喧嘩の腕っぷしはまずまず。七中時代、枯れ井戸に落ちた三橋、伊藤、今井に小便をふりかけた。卑怯の面では三橋に次ぐ才能を持っているものの、三橋にその芽を摘まれる。その後、報復に大勢の七中生徒を引き連れて軟高に殴り込むが、寝ぼけた状態で暴れる三橋に恐れをなして七中の生徒全員に逃げられた上、三橋にボコボコにされた。しかしその後、先輩の不良にリンチされていたところを三橋に助けられ、その強さに感服し、三橋を尊敬するようになった。
小学校6年からパーマをかけていたが、骨川により五厘にされたことがある。
軟高入学後は徹底して軟派を貫徹する。三橋に関わった経験から「彼のような強い性格がないと上には立てない。自分にそんなものはない」と割り切った模様。
お調子者で、正義感はそれなりに強い。三橋と伊藤を足したような性格らしい。道端で出会ったツッパリ女に一目惚れする場面もある。三橋・伊藤が卒業した後は2人のことを伝説として語り継ぐことを目標としているらしい。
根本（ねもと）
三橋達と同学年で、根暗な生徒。鏡を見て自身も驚くほど笑顔が怖く、異常な迫力がある。伊沢と掃除当番のことで喧嘩になり、負けた際に「呪ってやる」と捨て台詞を吐くオカルトキャラ。これを利用して伊沢を自滅に追い込み、伊藤や三橋にも呪いをかけるなど恫喝するが、三橋に殴り倒されて改心する。友達になってもらおうと付き纏い、周りの生徒からストーカー呼ばわりされる。劇的な失恋を契機に、やや打ち解ける。連載最終回の記念写真にも目立つ場所にバッチリ写っている。
加治（かじ）
雄一の同学年。中学時代の強面で、茶髪のオールバックという出で立ち。骨川により五厘にされた1人。初登場時は雄一と北林を増田、清水と共に総員でボコボコにした。開久に襲撃された雄一に肩を貸していたことから打ち解けた模様。
増田（ますだ）
雄一の同学年。中学時代の強面で、巨漢。
清水（しみず）
雄一の同学年。中学時代の強面で、サングラス姿。
北林（きたばやし）
雄一の同学年。五中の頭。中学時代は番格だったが軟高では一からやり直しなのに納得いかず、入学して早々三橋に喧嘩を売るが、上手く逃げられた直後、加治らの連合にボコボコにされる。MY FIRST WIDE版では彼がメット男である。
竹田（たけだ）
雄一の同学年。言葉がきつく理屈っぽい性格。雄一や伊藤、三橋をその言動で煩わせるが、結局は返り討ちにされる。一人の時にも常に不敵な態度で振舞っており、同級生（特に女子生徒）からは不快に思われているが、本人に自覚は無く、自身が学年のヒーローになっているかの如く取り違えている。
杉本（すぎもと）
軟高No.3の実力者。軟葉高校が開久高校の末永に恐喝された際、三橋・伊藤に代わって生徒たちからカンパした金を末永へ納めに行った同級生。途中の路地で開久高校の不良グループに攻撃されて金を奪われる。
田中（たなか）
坊主頭の剣道部員。田中 良とは別人。対開久編にて剣道の面を被って顔を隠していた三橋が「俺は剣道部の田中だ」と適当に名を騙るも、実際軟高に在籍していた。開久とまともにやりあうほどの度胸は持ち合わせていない平凡な人物。
トム
一時期、留学生として軟高に来た外国人。金髪碧眼の持ち主で容姿端麗。穏やかな性格で不良ではないが、腕っ節は一般的な不良より強い。野球の実力も非常に高く、マスコットバットを使用していたとはいえ三橋を三振に打ち取った。本物の金髪である自身と似たような容姿を持つという理由で偽物扱いされた三橋から一方的に敵視されていたが、自分を三橋と間違えた他校の不良集団に絡まれていたところを助けられたことで三橋に礼を述べ、「日本で金髪は喧嘩を売られても仕方ないルール」と教え込まれて黒髪になった。三橋からは「トン」と呼ばれている。
藤枝（ふじえだ）
声 - 笹岡繁蔵
三橋らより2歳上の番長。実際には白鳥に上納金を納めて番長を名乗っていた。表向きは侠客として一般生徒からも信望を集めているが、裏では弱い生徒を囲んで恐喝するなどの悪事を働いていた。台頭してきた三橋らと衝突して恐喝の現場を押さえられるが、自身の信望を利用して三橋と伊藤を主犯に仕立て上げる。三橋の復讐で生徒会予算の泥棒に仕立て上げられ、袋叩きにされた挙句退学となった。
酒井（さかい）
三橋らより2歳上のツッパリ。薄笑みを浮かべたような顔つきが災いし、廊下ですれ違っただけで伊藤に嫌な顔をされたり、三橋に殴られて後頭部を柱にぶつけたりと悲惨な目に遭う。
白鳥（しらとり）
声 - 大塚明夫
三橋らより2歳上の裏番。多くの手下と共に三橋と伊藤を1人ずつ倒し、一度は三橋にツッパリをやめさせる。その後伊藤の執拗な復讐にあい、当分復讐できないように伊藤の腕を折るが、それに激怒した三橋によって裏で1人ずつ手下を病院送りにされ、最終的にタイマンで敗れる。作中で最も三橋と伊藤を苦しめた内の1人。

#### 教員
佐々木（ささき）
声 - 菅原正志
生活指導の教師。竹刀で体罰を振るう一方、女子生徒にはセクハラ行為を働く。三橋と伊藤の天敵。挑発にもお世辞にも乗りやすい性格。修学旅行では三橋と伊藤の策略により変質者扱いされ、駅員に取り押さえられた。事ある毎に三橋にヤシの実をぶつけられている。骨川が剛田を連れてきた際は、本人曰く「初めて生徒を守ろうという意識が芽生えた」模様で2人に立ち向かうが、あっさり剛田にやられ、三橋に助けを求める。『天使な小生意気』の第99章にも登場。
小坂（こさか）
三橋と伊藤らを何かと気にかけている体育教師。空手四段。三橋を家に上げラーメンを振舞うといった場面もある。テレビゲーム好き。佐々木と共に、『天使な小生意気』の第99章にも登場する。
テレビゲームの件で一度 三橋に助けられたこともあり、内心では彼らを認めている。校内で2人の退学が検討された際にも「意外と可愛いところある」と反対していて、卒業式では涙を流す様子も見られた。
骨川（ほねかわ）
虚弱体質の理科教師。成り行きで元極道の剛田を実験助手として雇うことになり、三橋ら不良生徒に逆襲しようと画策するが、結局三橋の策略に嵌まり、髪を剃られて宇宙人のような坊主頭（というよりスキンヘッド）にされた。テレビドラマ版に登場する教師・坂本（演 - じろう〈シソンヌ〉）に彼の設定が付加されている。
剛田（ごうだ）
演 - 勝矢（テレビドラマ版）
元極道の組員。飛んできたヤシの実を素手で粉々に破壊した他、蹴りで銅像を一撃で破壊する腕の持ち主。組が解散したことで宙ぶらりん状態だったところ、骨川に命を助けられたと勘違いし、実験助手として軟葉高校に勤める。虎の威を借る狐となった骨川に従って生徒たちに体罰を振るうが、三橋の機転から生徒に慕われる喜びに目覚め、教師を目指すことになる。

### 青蘭女子高校
「せいらん」と読む。女子高。不良の数はそう多くはない。テレビドラマ版では「成蘭」の表記。
早川 京子（はやかわ きょうこ）
声 - 折笠愛
演 - 細川直美、佐藤藍子、細木美和、久我陽子（劇場版）、橋本環奈（テレビドラマ版、2020年劇場版）
もう1人のヒロイン。元ヤンキーで、青蘭女子高校の女番長。愛称京ちゃん。容姿端麗。伊藤とはたまに喧嘩もするが、基本的には仲睦まじい恋人同士。ヤンキー時代はあくまで「振る舞いがツッパっている」だけで、犯罪には手を染めておらず、喧嘩はしても弱い者苛めも行わない。当初は喫煙の習慣もあったが、伊藤から嫌われることを恐れて以来煙草は吸わなくなる。伊藤に喧嘩をしないように固く言いつけている。
キレると怖く、その度に伊藤たちから恐れられていたが、大抵は義憤に駆られた時であり、実際にキレられた側の者からは例外なく尊敬を寄せられている。実家は比較的裕福で、両親は伊藤との交際も認めている。クリスマスパーティーに伊藤たちを招待した際、真面目に振舞っていた伊藤が友人の挑発にキレて暴れ出したが、直後に三橋がそれを上回る大暴れをした挙句窓を破って逃げ出したため、「三橋よりよっぽどまとも」という理由で認可された経緯がある。3年生の時に後輩に説教をした際、相手から「伊藤がいるから偉そうな事が言える」と返され、意地になるとなった一面も見せる。
理子より人を見る目がある。
『週刊少年サンデー』1995年50号の人気投票結果は186票を獲得して7位。

### 紅羽高校
「べにばね」と読む。創立間もない男子校で、通称紅高（べにこう）。学力は軟高よりも下。バカの集まりにして、三橋の謀略のよいカモ。不良の数は多く、番長は今井勝俊が学校創立時の1年生から卒業まで務めていた。生徒の大半は今井を番長としては認めていないところもあるが、何か紅高生に被害が及ぶと不良は今井にこぞって嘆願に来る。連載当初は女子生徒がいた模様。
今井 勝俊（いまい かつとし）
声 - 屋良有作
演 - 内田大介（劇場版）、仲野太賀（テレビドラマ版、2020年劇場版）
紅羽高の番長。4人兄弟の長男。（自称）身長192cmで力も強い。モテないことに悩んでいる。初対面から長期間、理子に想いを寄せていた。
喧嘩は強いが要領が悪く、実力では勝っている相手にも不意打ちや騙し打ちなどで敗北する場面も多い。このため三橋、伊藤と比べると倒した敵の数が少ない。グレるとヤクザにも喧嘩を売るが、拳銃やドスを見せられると怯む。恐怖や羞恥心で体が固まることもある。
投げ技や力押しを得意とする。一般人程度なら苦も無く投げ飛ばし、自転車も片手で振り上げる腕力を誇る。100kg以上の小山をも小指を骨折した状態で派手に投げ飛ばした。体も頑丈。連載初期に鞭の扱い方をマスターし、三橋を一方的に追い詰めたが周囲から「変態」と見られているを察知し、使わなくなった。
単純な性格で、よく三橋に騙される。一度だけ谷川や同級生たちと組み殺しの濡れ衣を着せた上で警官に変装して追い回し、とどめに幽霊芝居で屈服させるという方法で三橋に煮え湯を飲ませたが、その後、谷川ともども廃ビルに閉じ込められ終始コケにされるという復讐に遭った。
黒川からは「常識のないバカ」呼ばわりされている。また、三橋からは「馬」「ロバ」呼ばわりされている。
北根壊事件で知り合った森川涼子に好意を持たれる。当初は気付かなかったものの、会うごとに仲を深めていく。
冒険家になる夢を持っており、大学受験を志すが即挫折する。
三橋よりも卑怯であることを目指していたが、子分を大切にする兄貴分であり、自らの卑怯な手で小山がヤクザにやられた際にはすぐさま敵を討ちに行った。特に谷川とは兄弟のような信頼関係を築き上げている。谷川が女子高生の前でいい格好をするために今井をコキ下した際は当初激怒したが、すぐに谷川への友情が勝り「子分」を演じた。作中中盤から上着のボタンを閉めていることが多い。「今くん1号」というバイクを所持しており、オートバイの免許を取得している模様。
三橋、伊藤と共に主要なエピソードの大半に登場している。本編終了後に『サンデー増刊号』に掲載された外伝では主役を務めるなど作者からの愛着も深く、そのキャラは『天使な小生意気』の蘇我源造にも多分に引き継がれている。
『週刊少年サンデー』1995年50号の人気投票結果では692票を獲得し、伊藤（3位）を上回る第2位にランクインした。
谷川 安夫（たにがわ やすお）
声 - 矢尾一樹
演 - 津久井啓太（劇場版）、矢本悠馬（テレビドラマ版、2020年劇場版）
今井の子分。今井を心から慕い尊敬しており、同学年でありながら常に敬語で話すなど一目置いている。損な役割の多い今井のとばっちりを受けることも多い。今井同様、女にはモテない。身長158cm。今井が大学進学を諦めた後も、英語やフランス語を教えている。頭の回転も速い。中野とはソリが合わない描写が多い。
ケンカの腕は作中最弱レベルだが、啖呵の迫力は今井も凌ぎ、単にキレただけなら三橋の威圧で黙ってしまう程度だが、本気でキレると三橋すら脅えるほどの迫力を発する。小山にも怯まないなど度胸もある。
三橋達とは基本的には敵対関係だが、行動を共にすることも多い。三橋、伊藤に敬語を使う場面もあることから、ある程度尊敬の念を持っている模様。『お茶にごす。』の5巻P28に回想シーンで登場。
『週刊少年サンデー』1995年50号の人気投票結果は202票を獲得して6位。
小山 太郎（こやま たろう）
声 - 高木渉
身長197cmの巨漢で、肥満体。忠実高校の番格だったが、大暴れして退学になり、紅羽に転入する。紅高の番になるべく黒川たちに「自分と仲良くするように」話を付けに来た。番長の座を賭けて今井と争い、彼のパンチを腹に受けてもものともしない強靭さで恐怖させるが、破れかぶれになった今井に持ち上げられて投げ飛ばされたことで、彼に惚れ込み兄貴と慕うようになる。
開久にのり込んだメンバーの1人。開久の精鋭たちを相手に最後まで倒れない（17巻参照）活躍を見せた。
紅高に編入する前は共学だったため、多くの女子生徒との交流があり今井に何度か紹介している。妹は美人。
キレると見境なく暴れまわるがそれを自覚しているようで、当初は谷川に挑発されても警告するなど怒りを抑える様が見られた。
黒川（くろかわ）
藤田とコンビを組む紅高の番格として登場。眼鏡をかけている。自身より弱い相手には因縁をつけ、強そうな相手には臆病風に吹かれる。開久を恐れており、虚勢を張っているのみで実力は高くない。紅高にいながら彼女持ちだが、その彼女が美人でない為、今井からは悪趣味扱いされている。今井を「番長ヅラしやがって」と疎んでいたが、実際には彼を頼りにしている。今井が受験すると聞き、近所で拾ってきた参考書を差し入れて後押しした。
初登場時には三橋と対決し善戦したが、「伊藤は藤田には勝てない」と言ったことで激高した三橋に惨敗する。その後、藤田と共謀し彼女をエサに三橋、伊藤に睡眠薬を飲ませ拉致監禁した上で、小部屋に閉じ込め一酸化炭素中毒で事故死に見せかけて殺害しようとする。2人を助けに来た理子も捕らえるが、密かに様子を窺っていた今井によって3人とも救出される。その後、藤田と共に報復を受け、海岸に首から下を埋められ命乞いをさせられた。
藤田 洋（ふじた ひろし）
番格。ボクシングを習得している。実力は黒川より上だが、コンビとしてはナンバー2的存在。伊藤との初対戦ではライムで目潰しを決めて金星を挙げるが、再戦では目潰しを見切られた上、殴り合いを経て敗北。その後は伊藤や開久を恐れるなど、実力を披露する場面はない。今井のことを番長としてさほど認めていない一方、仲間意識は持ち合わせている。また小山への捨て駒にされた谷川を心配して声をかける場面もある。
中野 誠（なかの まこと）
声 - 檜山修之
京都での修学旅行で村井達を引き連れ、三橋、伊藤と揉めた男。その後、ヤクザの息子との喧嘩がきっかけで、地元を捨て紅花へ転校してくる。タレ目の茨城県民。
喧嘩の腕は三橋や伊藤にも劣らず、多数のヤクザや開久の連中を1人で倒せる強さを誇る。ヤクザのドスを素手で受け止めるなど刃物にも動じない。京都では背中から不意打ちするという卑怯な手を使って三橋を倒したが、正面からでも対等に渡り合うことができる。サンデー連載中の表紙で書かれた作者による強さランキングでは、三橋、智司に次いで、僅差の三位だった。
転校後は千葉のアパートにて1人暮らしをしている。一時、隣に住んでいた世話好きの女子大生と不器用ながら交流を深めるも、中野と不良の喧嘩に巻き込まれたことで彼女は引っ越した。しかし近くに越していたようで、後述のトランプ勝負も彼女の新居で行われた。
好戦的な性格で売られた喧嘩は即座に買い、自ら売ることも多い。一方で律儀な面もあり、前述の女子大生の一件で恩のあった伊藤に借りを返すべく、彼の援軍として開久に単身突入して来ている。作中終盤で自身にぶつかってきた末永率いる開久の不良軍団を難なく倒している。
後に三橋とのトランプ勝負では、何度も裏を読まれて敗北し「底が浅い」と罵られ、最後の勝負でたまたま勝利した際には大はしゃぎしていたが、成り行きで犬を飼うことになった。
紅羽高に来た当初、大半の生徒を伸したとされる。番格である今井とは一度もやり合ったことがなく、喧嘩してみたい程度には思っている様子だが、性格の違いかそれほど絡みがない。喧嘩の強さでは今井を上回ると思われるが、紅羽高の番長の座には興味がない模様。
開久襲撃以来、三橋と伊藤に対する仲間意識が強まり、最終編の相良戦では「本当は三橋らと遊んでみたかった」と回想している。
原作漫画ではフルネームは最後まで呼ばれず、終始「中野」のままだった。
『週刊少年サンデー』1995年50号の人気投票結果は381票を獲得して4位。
大石（おおいし）
紅高で剣道部に所属していて2段の腕前を持つ。三橋のことは想像しただけで凍りつくほど恐れているが、伊藤のことは「単独だと大したこと無し」と言って侮り、竹刀でなぶり者にする。しかし、意地の塊になった伊藤に丸太で反撃される。また、それを逐一笑い者にしてくる今井にも困惑している。

### 開久高校
「あけひさ」と読む。5巻から登場した千葉県下随一の不良男子高校。伝説の悪高校としても知られる。校内は不良で溢れ、窓ガラスは破れ校舎はヒビだらけと荒れた校風である。卒業生の3割はヤクザ関連の職業に就く。千葉全土から札付きのワルが集まり、下っ端レベルでも喧嘩慣れしている。学力は低く、喧嘩の強さ以外に誇れるものがないため、生徒は喧嘩での開久の地位に固執する傾向がある。智司いわく「俺たちはボンクラの集まりだから喧嘩でナメられたらお終い」。生徒が襲撃されたり開久を蔑まれようものなら、集団で報復を遂げるまで相手を追い詰める。詳細は不明だが、開久の伝統として伝わるタイマンの形式も存在する。頭になった末永が三橋に負けたため、周辺のヤンキーがそれまでの報復とばかりに大挙して開久に押し寄せてきた際には、単身迎え撃つ智司の健闘ぶりを見た開久生徒が次々と智司に加勢するなど硬派な面もある。
片桐 智司（かたぎり さとし）
声 - 大塚明夫
演 - 正木蒼二（劇場版）、鈴木伸之（テレビドラマ版、2020年劇場版）
開久の番長。ナンバー2の相良とは少なくとも中学からの付き合いで、よく2人でつるんでいた。大半の登場人物から下の名の「智司」で呼ばれる。三橋達より一歳年上の高校三年生（初登場時。ただしテレビドラマ版では三橋達と同い年）。今井よりも更に長身の2メートル近い巨漢で、体格もいかつく力も強い。髪型は黒の短髪で、眼光が鋭い。長ランを着ている。
軽くメンチを切っただけのチンピラ数人を全員病院送りにするなど、中学時代から悪名を轟かせている。その威光から開久の不良生徒達から一目置かれている。三橋が明確に勝てなかった（引き分けた）数少ない相手。登場当初は今井と伊藤を破っているが、どちらも相良にやられて手負いの状態であった。それでも今井は「俺では相手にならない」、伊藤は「万全の状態でもヤバい」と感じたほどの腕っぷしを誇る。
登場当初は「喧嘩は勝てばいい」という考えの持ち主で、相良が女を人質にすることには引いていたものの、それを笑って話のネタにしていた。三橋、伊藤と対立し、対決しかけるも理子を人質に取った相良が逆に投げられたことで興醒めし、その場ではお開きとなった。次話では喧嘩シーンは省略されているものの、偶然遭遇した三橋とタイマンを行い、三橋に膝を突かせるが、自身も立つのがやっとの状態であった。「俺は開久のアタマだ」と奮い立つが、同じく立ち上がった三橋の「俺は三橋貴志だ」との言葉を聞いて自分が開久の名に固執しすぎていたことを悟る。警察が来たため、勝負はお預けとなったが、手負いの状態で直後に伊藤と遭遇する。再び喧嘩になると思いきや、伊藤はあっさりと怪我をしている自身を見逃した。さらにその直後遭遇した丸田を殴り倒して「不良はこうでないとな」と自身を振っ切り、その後は三橋たちと喧嘩する事もなくなった。
私服はジャケットスーツ姿が多いが、子供に「チンピラ」、スリの鳶島に「殺し屋」と叫ばれるようなヤクザ風ファッションで、高校卒業した後は本物のヤクザと間違えられることが多かった。在学中から任侠の世界でも名が知られており、タコ焼き屋になった片桐にケンカを売ったヤクザが「命知らず」と評されるほど。一年上の先輩で開久の頭だった丸田を殴り倒した件もあってか、開久のOBとは仲が良くない模様だが、ヤクザの知り合いがいる。
高校卒業直前に後輩の末永に卑怯な手で敗れ、番長の座を譲ったが、その後も彼に従う者は多く、卒業まで開久のヤンキーからの支持は高い。硬派な性格でもあり、誤認で伊藤とタイマンを張るも和解し、弱った状態の伊藤を末永たちから身を挺して守っている。
卒業後は人相と前述のファッションセンスのせいで職が決まらず、暫くはプー太郎で本人もそのことに負い目を感じていたが、後に元ヤンキーのたこ焼き屋と知り合ったことでたこ焼き屋として働く事になる。この頃には三橋、伊藤とも打ち解けている。
最終編ではたこ焼き屋をやっている際に相良と久しぶりに再会する。相良が三橋・伊藤を潰そうと思っていることを話すと「あいつらには手を出すな」と反対したため、相良にとって三橋・伊藤潰しの計画の邪魔者になるとみなされ、重傷を負わされる。その後、伊藤に敗れた直後の相良のもとに現れ、「俺もまだいなかったしな」と喧嘩中に間に合っていれば長年の友人である相良に加勢するつもりだったかのような素振りを見せ、ケガが治った後で相良に“1・2発くらわす予定”ということで相良と和解した。
別作品の『お茶にごす。』第6巻P173（第59服「夏祭り」）では、たこ焼き屋として登場している。
相良 猛 / 晃司（さがら たけし / こうじ）
声 - 辻谷耕史
演 - 佐伯太輔（劇場版）、磯村勇斗（テレビドラマ版、2020年劇場版）
「狂犬相良」の通り名で恐れられる開久ナンバー2の高校三年生（初登場時）。同い年でトップの智司とはタメ口で対等な立場でつるんでおり、三橋たちに出会うまでは仲も良かった。白く染めて両横を刈りこんだ髪型で、制服の上着の下に白いYシャツではなくタイガーストライプ迷彩模様の服を着ており、私服もミリタリー系ファッションのようなアウタージャケットを着ている。
揉め事が好きで、それ相応の喧嘩の実力はあるが道具を使うことも多く、三橋を目の敵にした際には智司から「お前程度じゃ三橋は押さえ込めねえぞ」と窘められた。中学時代には絡んできた男を車道に蹴飛ばして車に撥ねさせるなど危険な話には事欠かず、仲間をして「ケンカの恐ろしさは智司さんより上」と言わしめる。その威光から智司と共に開久内外のヤンキー達から一目置かれている。短くカットした鉄パイプを武器として携帯しており、「いつでも年少に行く覚悟は出来ている」と豪語するだけあって勝つためには手段を選ばず、相手を殺しかねないような凶行も平然と行う。今井が開久の生徒と起こしたモメごとがきっかけで三橋たちと喧嘩になり敗北して以降、彼ら（特に三橋）を執念深く狙う。
喧嘩の場数を積むことでより強く成長していくタイプであり、三橋や伊藤に負けたあと学校を長期間休んで姿を消し、空手で鍛えてより強くなったり、半グレのような輩とつるんでより危険な性格になるなどして再登場する。
ストーリーの流れとしては、後輩2人が紅花の生徒に因縁を付けて痛めつけていたところ、1人を今井に倒される。逃げてきた後輩からいきさつを聞き、借りを返すという名目で、背後から棒きれで後頭部を殴打し、負傷した今井を容赦なく痛めつけた。それを見咎めた三橋が窓から飛び降りたため足蹴にされ気絶。以降は顔も知らない三橋を探していたが、伊藤と遭遇し対決する。今井と同様の手で伊藤を痛めつけるが、立ち去ろうとした際に復活した伊藤から角材で頭を殴られる。相良もビール瓶で伊藤の後頭部を殴打するが、それでも立ち上がって来た伊藤に動揺しながらも本気で殺すと恫喝するも敗れる。直後に智司が現れて伊藤を痛めつけ、意識が戻った相楽もリンチに加わる。痛めつけられても伊藤は詫びを入れなかったが、止めに入った京子を捕らえて脅しをかけ、ようやく伊藤を屈服させた。だがそのことを知った三橋から襲撃を受け、自分以上に卑怯な手段を使う三橋には敵わず敗北した。その様を伊藤に見られ、仕返しする必要もないとして見逃されるという屈辱まで味わい、復讐を誓う。その後、三橋と智司の対戦直前に理子を人質に取ろうとするが、理子に合気道であっさりと投げられた。9巻・10巻では久々に学校に登校し、生意気だったという空手部員たちを単独で打ち負かし、再会した智司の三橋たちへの復讐心のなさにイラ立ちながらも、智司の制止を聞かず三橋たちを潰しに出向く。理子を追い詰め、良と今井を容赦なく叩きのめし、今度は伊藤を打ちのめして苦戦させた。しかし仲間をやられ激高した三橋にはまったく歯が立たず、完敗した。
37巻・38巻で再登場し、本作最後の敵として立ち回る。手始めに北山と手を組んで悪事の片棒を担ぐ。北山が三橋に敗れるとそれまで格上だった北山を逆に脅し返して見切りをつけ、単身三橋たちに挑む。旧友の智司と久々に再会し三橋たちをやろうと思うと告げるも反対され、智司の存在が障害になると判断し不意打ちで病院送りにする。更には開久の後輩たちを金で釣り上げ、三橋と伊藤の友人らを全員病院送りにする。そして理子を拉致監禁し、さらに三橋・伊藤・中野を車で轢いて重傷を負わせる。その後も手負いの状態で理子を助けに来た三橋に対し、手錠で拘束して殴る蹴るなどの暴力を加えた。しかし最後は手の肉を削いで手錠を外した三橋の気迫に押されて戦意低下していた所、同じく重傷を負いながらも駆けつけた伊藤とタイマンとなり、まったく歯が立たないまま敗北した。その後、三橋たちが立ち去ったその場に遅まきながら駆けつけた智司と和解し、三橋・伊藤のコンビにようやく心の底から負けたことを認めて吹っ切り、入院させた全員の入院費を本人たちに知られる前に支払い、姿を消している。
ニワトリ
声 - 納谷六朗
智司と相良の後輩あるいは同学年。本名は不明で、アダ名はロングモヒカンのような鶏冠髪型に由来。切り詰めた鉄パイプを武器とする。相良が三橋にやられた後、智司の指示で三橋を探していたところ、今井と遭遇する。三橋の居場所を尋ねるが、三橋を倒すのは自分だと顔面を殴られ敗北。終盤でも相良の指示で奔走する。
秀光（ひでみつ）
韋駄天の異名を持つ男。作中で三橋より短距離走の速い唯一の人物 で、逃走する三橋に追い付いて襟を掴むが、直後に一撃で倒された。
メット男
演 - 須賀健太（テレビドラマ版）
三橋らが3年に進級した年に軟高へ入学してきた新入生。ヘルメットを被り、金属バットを持ち、胴には漫画雑誌を巻いて武装している。軟高の「一番強ぇ奴」を探して校内を暴れ回り、理子にも手を出すが、三橋に敗れる。降参したと見せかけ三橋を背後から襲おうとしたり、教師をバットで躊躇無く殴り倒す。その後、忠高や紅高を経て開久に転校したが、再登場時にはメットをボロボロにされて鍵で外せないようにされ、パシリとして扱われているという末路が描かれた。名前は明かされず、一度もメットを外さなかったため、顔も不明。
多田（ただ）
智司の一学年下で末永と同年の三年生。坊主頭とボロボロの歯という出で立ち。メット男をアゴで使っている。伊藤との喧嘩を智司に制止されたため激怒し、仲間と共謀して番長の交代を画策する。末永の指示で大挙して軟葉高校へ押しかけ上納金を要求するが、いざ軟高生徒らが上納金を持ってくると路上で襲い、血塗れにして金を強奪した。
末永（すえなが）
智司の一学年下の次代番長で三橋・伊藤と同年の三年生（初登場時）。智司ほどではないが背が高く体格にも優れ、黒髪で前髪を少し垂らしている。当初から同学年はおおむね手中に収めており、三年に進級すると同時に開久の頭になれると思いきや、智司の卒業が遅れたため、三年でもまだ頭にはなっておらず、多田など同級生から同世代の頭として嘱望された。
多田と伊藤がモメると「俺が（伊藤を）シメてもいいけど」と発言する一方、「（その方が楽だから）智司さんにやってもらおうぜ」と提案するなど自ら最前線に出るより後方での指示役気質でもある。策略を弄して智司を唆し伊藤にケンカを売らせた上、騙し討ち同然に開久の頭の座を智司から譲られた。この際、智司をバットで殴り倒すなど、権力固めには容赦なく、義理人情には薄い。その後、勢いに乗って軟高含む近隣高校などのヤンキーの制圧に乗り出し、一帯のヤンキー狩りや金集めを行い開久がトップであることを誇示した。三橋たちが開久に直接乗り込んでくると、校内での大人数乱闘の末、三橋との直接対決で三橋のパンチの一発目は耐えたものの反撃する間もなく一瞬で倒される。三橋に敗れた後はすっかり求心力を無くし、金返せと逆襲に来たヤンキー達の大群に狼狽するなどの醜態を見せた。素手の喧嘩シーンは一度も描かれておらず、三橋からは対決前に「弱いから手下の影に隠れてるんだろ」と挑発されている。
その後、北根壊高校編の時は「開久は（ヤンキーの）数は多いが今はまとめるやつがいない」と言われてたが、卒業間近となる最終盤の相良編の時は開久のまとめ役として末永が登場している。最後は相良に扇動され、開久と自身の面子をかけて三橋と伊藤を開久の仲間と共に襲撃し苦戦させたが、三橋の一撃で敗れる。そして自身に意気地が無いのを認め、理子を狙う相良の策略を三橋に教えた。
丸田（まるた）
声 - 荒川太郎
演 - 渋谷謙人（テレビドラマ版）
智司より一年上の先代番長。登場時はすでに卒業している開久OB。パンチパーマのような髪型。卒業してからも開久の頭だった心持ちが抜けておらず、先輩の立場とバックにいる開久OBの存在を笠に、反抗できない後輩の智司を格下の軟高（三橋・伊藤）になめられているといびっていたが、三橋との喧嘩で吹っ切れた直後の智司に一撃で殴り倒された。
原作漫画では職業不明であるが、テレビドラマ版ではヤクザ『銀龍会』に所属している。
須貝（すがい）
智司の二年先輩の先々代番長。回想シーンのみの登場。開久の頭だった三年生当時に一年生だった智司と相良を集団リンチで制裁した。これに納得できずタイマンでの決着を要求した智司に対して、「（自分が圧倒的有利な）開久伝統のタイマン」を持ちかけて徹底的に叩きのめし、卑怯だろうが何だろうが喧嘩に勝つために手段を選ぶ必要はない考えを智司に植え付けた。智司からはそれなりに尊敬されている様子。
テレビドラマ版では丸田がその役を担っている。

### 忠実高校
作品中の主要不良高校の中でも最も影が薄い高校。ほとんどの場合が他の高校の引き立て役・あるいはかませ犬とされ、主役格で目立つ良いことが無い。かつて小山太郎が番を張っており、メット男も在学していた。
畑（はた）
忠実高校の番格的存在。地獄会の白井とともに三橋・伊藤を追い詰めるも、三橋のナイフで刺された演技に騙され、敗北した。北根懐高校との抗争ではキレた柳にナイフで腕を刺され、そのまま叩きのめされた。
福田（ふくだ）
実家が土地を多く所有している成金の不良。金で強い者を雇い、自身は喧嘩はしない主義である模様。忠実高校で三橋たちに喧嘩を売った数少ない人物。苛めを邪魔されたことで伊藤に恨みを抱き、相棒だと知らずに三橋に金を渡したり食事を奢るなどで買収しようとするが、相手が伊藤であることを知った三橋に裏切られ頓挫する。その後、長井に空手家を集めさせて再び2人を襲うも成功せず長井を見限るが、軟高に転校した長井と共に再び三橋と伊藤を陥れようと画策する。用心棒として新たに連れて来たプロボクサーは三橋が一撃で倒すが、奥の手の催涙スプレーで三橋の目を潰す事に成功し、その隙に倒そうとした矢先に駆け付けた伊藤の一撃で手下ともども敗北した。その後、三橋の制裁でバリカンで不格好な髪型に刈られた。
長井（ながい）
福田の腰巾着。呼び寄せた空手家と共に三橋と伊藤を襲うも失敗し、福田に見限られる。その後、福田の手下にいじめられていたところを伊藤に助けられた。忠高に居られなくなったと軟高へ転校してくるが、三橋をはじめ、周囲からは煙たがられていた。伊藤からは信頼され、誠実な態度を取っていた。一方、裏ではスパイ役として再び福田の一味と通じ、あらゆる情報を福田に伝えて伊藤を罠に嵌めようと目論んでいた。自身の行いを大目に見た伊藤に感激し本気で更生しようとしたが、三橋からは受け入れられず、蹴り飛ばされて失神した上に福田同様バリカンで不格好な髪型にされる。
17、18巻では、野球対決で三橋らの相手チームである先輩たちのチーム「鉄骨工業ズ」に差し入れをした。その際、三橋と伊藤の強さと恐ろしさを鉄鋼工業ズチームに伝えた。
安田（やすだ）
小山の子分。小山が今井と喧嘩をする際に連れてきたうちの1人。今井にあっけなく敗れる。

### 代亥高校
姉妹校の北根壊高校に校舎の一部を間借りされる。
森川 悟（もりかわ さとる）
演 - 水橋研二（東映Vシネマ版）、泉澤祐希（2020年劇場版）
代亥高校に通う涼子の従兄弟(2020年劇場版では開久高校の生徒)。北根壊が代亥側に5000円で売りつけた「LOVE＆PEACE」のお守りを買わず教師に告げ口したことで、北根壊のツッパリたちから執拗ないじめを受け、見舞いに来た涼子に「三橋にやられた」と嘘を言ったことで事態をこじらせた。その後柳と大嶽に助けられたことで彼らを慕いはじめ、「身代わり小僧」の役を買って出る。柳と大嶽に自身が利用されたことを知って人間不信に陥ったが、三橋・伊藤・今井・中野の団結を見て改心した。
劇場版では身代わり小僧について聞かされたあと、報復に向かった涼子が殴られたことに激怒して単身柳と大嶽に立ち向かい、その結果返り討ちにされる。彼の勇気は伊藤の心を動かし、大嶽との決闘に勝つきっかけとなった。エンディングでは怪我で入院しており、見舞いに来た涼子や三橋たちと楽しく会話している。
真鍋（まなべ）
代亥高校の番長。「本気で怒れば三橋とも五分で渡り合える」と自称しているが、今井に遭遇した際には委縮していた。北根壊の凶悪さに恐れをなした後に大嶽に恫喝され、代亥の生徒に買わせるべくお守りを押し付けられる。

### 北根壊高校
校舎火災で越してきた不良高校。代亥高校の姉妹校で「ほくねい」と読む。登場期間は校舎を再建するまでの短期間のみだが、火災原因が生徒の放火と目されるほどの不良校で、制圧した学校の生徒に5000円の「お守り」を売り付け、買わない者を痛めつけるという手口で荒稼ぎしている。田所によると「自分たちは仲間ではなく集団」で、たとえ身内であろうと一度でも目をつけられたら徹底的に貶められる。2020年の劇場版では、開久高校に間借りしている設定に変更されている。
柳 鋭次（やなぎ えいじ）
演 - 佐久間哲（東映Vシネマ版）、柳楽優弥（2020年劇場版）
北根壊の番長。ロン毛で体中に切り傷がある。普段は淡々としているが、一旦怒りを顕にすると相手を躊躇なくナイフで刺したり、喧嘩に負けた手下を「俺に殺されたくなければ敵を殺してでも勝て」と言いながら即座に半殺しにする。幼少時からナイフで遊んでいたため、扱いに長けている。
しばしば警察沙汰になるが、ターゲットにした相手を手下にイジメさせ、助けに入り相手の信頼を得たところで「冤罪で警察に捕まりそうだ」と切り出し、ターゲットが自ら罪を肩代わりするように仕向ける、通称「身代わり小僧」という手口で毎回罪を逃れていた。
忠実高との抗争ではその凶暴性を発揮し、番長の畑をナイフで刺した上に逃げ出した相手を執拗に追い回して全員殴り倒した。しかしその件で手配されたため、いつもの手口で悟を身代わり小僧に仕向けようとするも、悟の身代わり自首が遅れたので偽装が効かず、自身を連行しようとした警官を感情に任せ殴り倒し重症を負わせてしまう。それにより逮捕は免れなくなったことがきっかけとなって三橋・伊藤や仲間たちと対決。良と佐川を人質に取った上、大勢で待ち伏せするなど卑劣な手段で三橋と伊藤を追い詰めるも、今井や中野の加勢で形勢が逆転。タイマンで己の絶対の自信の源だったナイフを三橋のピンポンラケットによって完全に封じられたことで恐怖し逃げ回った後、最後は警察に出頭した。劇場版では最後のナイフを三橋に封じられた直後、逃げる間もなく彼から強烈な鉄拳を顔に喰らい敗北した。
大嶽 重弘（おおたけ しげひろ）
演 - 栄信（2020年劇場版）
北根壊のNo.2柳の相棒。日本人離れした巨体で毛深く、掘りの深い濃い顔立ちの為、三橋たちからは「ゴメス」などと呼ばれる(実写では「フランケンゴリラ」)。仲間であろうと気に入らない相手は躊躇なく制裁する性格だが、内心では柳を恐れており、彼が怒りを見せた際には引け腰になる。身代わり小僧作戦に加担して悟を追い詰めた。
実力は高く、正攻法で伊藤に勝ったことがある数少ない1人。その後、柳の命令で涼子の拉致を試み、特殊警棒で武装した本気の涼子を軽く一蹴したところで伊藤と再会し再戦する。柳と大嶽の外道ぶりにかつてないほど激怒した伊藤に完膚無きまでに叩きのめされる。大嶽の敗北を聞いた柳は「あいつはデカイだけのださい奴」「（伊藤に）一度勝ったなんてウソだった」と見限った。
実写では涼子に危害を加えられたことに激昂し乗り込んできた悟をボコボコにするが、そのことを知って本気になった伊藤と再戦する。当初は圧倒し、「俺の仲間になれ」と勧誘するが逆に彼に挑発され、怒った隙を突かれて顎にアッパーを喰らい気絶する。
田所（たどころ）(2020年劇場版では演じてる人の芸名の下の名前をとって田所健人(たどころけんと))
演 - 三浦健人（2020年劇場版）
大嶽の舎弟。河童のように刈り上げたドレッドヘアで、鎖を武器にしている。佐川を恐喝して「お守り」を売りつけた。下校中の三橋と伊藤にも因縁をつけるが、鎖を出したところで逃げられる。その際、退路を塞ごうとした大嶽を三橋の「ゴメスだ」というギャグにつられて三橋・伊藤と共に笑ったことで、激怒した大嶽に重傷を負わされる。その後は柳と大嶽、その子分たちから暴行を受けていたが駆けつけた伊藤に助けられ、その恩義から「身代り小僧」の実態と北根壊の本質を明かした。

### 不同高校
2巻と29巻で登場したのみの、忠実高よりさらに影の薄い高校。共学。
赤川（あかがわ）
不同高の番格。初登場時は京子の鞄を奪ったことから三橋にのされる。再登場時には田井たちにのされ、さらには入門料3万円を取られる。

### 光圀工業高校
中野が以前通っていた茨城県の高校。OVA版では「茨城県立光圀工業高等学校」と校門が登場している。修学旅行先の京都では三橋達と揉めた。青い制服が特徴。ほぼ全校生徒が中野に平伏していたにもかかわらず、本間が現れた途端、全生徒が本間の下につき中野は無視されるようになる。
村井（むらい）
声 - 梅津秀行
通称・村ちゃん。作中では数少ない中野の良き理解者で、派手な行動をする中野を常に気にかけている。保守的な態度を取っている。
修学旅行の際、オタクのような外見をしていた伊藤を虐めようと絡んだが、伊藤に一発で倒される。伊藤に敗北し満身創痍状態の中野が、彼に恨みを持つヤンキーたちにリンチされる際にも、他の仲間と違って逃げ出さず中野を庇った。そのヤンキーたちを三橋が叩きのめしたこともあり、当初は敵視していた三橋と伊藤に、中野だけでなく2人にもジュースを渡した。
茨城に戻った後は、極道の息子である本間たちに敗北し、耳に穴を開けると脅され、降伏する。その際に中野が現れ、救われる。実力は高くはないが、中野に認められる程度の力はある。
OVAでは本間たちに降伏はしなかったため、中野とは千葉に渡った後も何度か連絡を取っており、交流が完全に途絶えてはいない。
本間（ほんま）
声 - 小形満
父親がヤクザの悪辣組の組長であることを盾に、転入早々に学校を手中に収め、生徒を従え幅を利かせていた。父親が過保護なヤクザというだけで、自身の実力は高くない。村井に暴力を振るっていた際、間に入った中野にあっけなく敗北する。原作とアニメで容姿が大きく異なる。中野が千葉へ転校した後の動向は不明。
亀田（かめだ）
京都で中野が三橋や現地のヤクザと揉めた際も、本間と中野が揉めた際も裏切った男。中野とつるんで粋がっていることが多いが、状況が悪くなると裏切る。スキンヘッド。最後は中野に制裁された。
小峰（こみね）
本間に寝返った男。最後は亀田同様、中野に制裁された。

### 東京の不良
東京に住むチーマー達。豊や毬は軽井沢で三橋達と揉めた。白原を始めとする軍団は後に千葉へ遠征をかけてきた。
豊（ゆたか）
演 - 平埜生成（テレビドラマ版）
三橋たちが軽井沢に行った際に揉めた東京の不良。パーマをかけた長髪姿。相手が強いほど気合が入るが、伊藤に一撃で敗北する。その後、紅野らと共に千葉へ殴り込みをかける。紅野らの相手に声も出させないうちに敗北する怖さを超えた戦い方を称賛するも、仲間をも平気で見捨てるやり方に反発し袂を分かつ。そして、開久の不良に囲まれる中、再び伊藤とタイマンとなるも完敗。だが真っ向勝負の結果ゆえ本人は満足していた。その直後、待ち受けた紅野にタイマンを強制され、顔の形が変わるほど痛めつけられ髪の毛も切られ、三橋家の庭に放置される。その後意識を取り戻すものの、満足に立てないほど弱っているところを三橋に助けられ、東京へ戻って行った。毬たちと軽井沢で遊び半分でイジメを楽しむ反面、仲間を絶対見捨てない一面もある。
テレビドラマ版では軽井沢ではなく、原宿に一人で遊びに来た佐川を襲い、警官に見つかり逃げたところを紅野たちに匿われている。また、原作よりも良心的な人物として描かれており、レジャー感覚で開久に喧嘩を売っては多人数で過剰な攻撃を加える紅野たちのやり方に辟易するようになり、彼らと袂を分かつ。
毬（まり）
三橋達が軽井沢に行った際に揉めた東京の女不良。家が裕福な模様。究極のイジメを理想とする。香水やはさみなどを使って伊藤や今井を追い詰める。後に京子に平手を食らい、活を入れられる。それを機に改心し、その後は京子に心酔する。再登場時には更生している。
隆夫（たかお）
三橋たちが軽井沢に行った際に揉めた東京の不良。昔はスポーツに打ち込んでいた模様。驚異的な躍力を持ち今井を翻弄したが、自らをさらに上回る躍力を持つ三橋に空中で蹴りを連続で入れられる。再登場時には更生している。
吉川（よしかわ）
三橋たちが軽井沢に行った際に揉めた東京の不良。伊藤に一撃で敗北する。
白原 富夫（しろはら とみお）
演 - 中村倫也（テレビドラマ版）
「紅野」と名乗り、豊らと千葉に乗り込んだ東京の不良。小さい頃からいじめを好む性格だったが、ある日学級会でクラスメイトの女子生徒にいじめを告発され教師に怒られたのがきっかけで、表立っては暴れなくなった。改心してはおらず、家族や近所からはいい奴で通り、信用されるよう表面上は振る舞うようになった。成長してからは見ず知らずの仲間たちを集め、遠征することで暴力を振るい、弱い者いじめを楽しんでいた。
千葉に遠征してからは無関係な大学生を脅してそのアパートを拠点とし、冗談半分に高崎をのしたり、開久に喧嘩を売ったり、三橋や伊藤を挑発するなど暴れ回る。暴れるのは遊び半分であるため仲間意識が薄く、豊を平気で半殺しにしたり、仲間を犠牲にして自身のみ逃げ延びるなどして東京に勝ち逃げするものの、怒りに触れた三橋と伊藤の計略で学校だけでなく家までも探り当てられる。素の実力は高いが、三橋にはかなわず殴り倒され、更に何度も蹴られる。それだけに留まらず、家にも泊まり込まれるなど周到に用意された罠にはまり、激怒した末に周囲へ本性を現す。しかし三橋・伊藤から「悪党でも一人は寂しい」と同情された。
岩田（いわた）
演 - 市川刺身（テレビドラマ版）
白原の仲間で、スキンヘッドにサングラスの出で立ち。白原同様の性格の持ち主。仲間とのチームワークで開久生徒や高崎を打ち負かすが、三橋を囲んだ際に反撃で前歯を一本折られる。その後、ストレス解消を白原にけしかけられ、開久生徒の歯を全て折るなど凶悪さを発揮したが、最後は白原の逃走の捨て駒にされる。
ゴロー
演 - 池田純矢（テレビドラマ版）
白原の仲間で、ニット帽の男。伊藤を襲撃して逃げようとした所を高崎に投げ倒され、白原たちからあっさりと見捨てられる。仲間からも「情けなくてやる気をなくす」と評される空涙で窮地を脱するが、タクシーに乗って逃げる最中に窓から顔を覗かせたため、三橋に顔面を蹴られる。テレビドラマ版では開久の不良たちに袋叩きにされた。

### 町名不明・隣町の不良
三橋が伊藤のスクーターのディオを弁償するために隣町でアルバイトをしている際に出会った不良達。
五十嵐（兄）（いがらし あに）
声 - 森川智之
三橋たちが住む地域の隣町で、最強と云われる五十嵐兄弟の兄。逆立てた髪に白いコートの出で立ち。伊藤のディオを弁償するためにアルバイトをしていた三橋の店で暴れた。その後三橋と勝負し、二度三橋に勝利した。その後、弟と共に軟高に殴り込み、佐川、伊沢を打ち負かす。その後、再び三橋を集団で倒そうとするも間一髪のところで伊藤が駆けつけ、2人に敗北する。復讐のために下剤入りのケーキを食べさせようとするも、三橋にお返しとしてそのケーキを使った「生ゴミフィルター雑巾汁下剤入りケーキコーヒー」を飲まされ弟と共にトイレへ駆け込むも、間に合わなかった。OVA版では、仲間と共に今井のアルバイト先で万引きもしている。三橋らが開久を襲撃した後、勇田と共にその話題を耳にしている。
五十嵐 光秀（いがらし みつひで）
声 - 関智一
五十嵐兄弟の弟。兄とは顔・髪型・服装すべてが瓜二つで、兄が鉄パイプを持たない限り見分けがつかない。足技の勝負は強い模様。兄弟揃わないと強さは発揮されない。
勇田（いさだ）
声 - 星野充昭
三橋たちが住む町の隣町にある浅斬高校の番格。アルバイト先に新しく入って来た三橋を絞めようと絡むも一瞬で敗北。番格だが、気が弱く五十嵐兄弟にも怯えていた。五十嵐兄弟の持ってきた下剤入りケーキを三橋に毒見させられた。三橋らが開久を襲撃した後、五十嵐兄弟と共に話題を耳にしていることから和解した模様。番外編によると涼子と同じ学校の模様で、他校に入り込んでいる三橋の為に売店で焼きソバを買っていた。OVA版では原作より太っている。
堤（つつみ）
声 - 藤原啓治
五十嵐兄弟の子分の1人。五十嵐兄と行動していることが多い。最後は三橋・伊藤に敗北した。

### やくざの関係者
本作に登場するやくざ絡みの人物。三橋たちと接触する機会が多い。須藤と増田の設定は原作とOVA版で異なる部分がある。
香川（かがわ）
声 - 玄田哲章
演 - モト冬樹（劇場版）
スキンヘッドにサングラス姿のやくざで、街灯の鉄柱をパンチ一発でへこませる怪力を誇る。今井の渾身の一撃を腹部に受けても平然としていた。三橋と伊藤の連携により道路におびき出され、トラックに轢かれて敗北した。軟葉高校のOB。伊藤和夫を男らしくする際や、理子が想像した三橋の将来にも登場するなど登場回数は多い。
白井（しらい）
「地獄会」という組に出入りしているが、まだ盃を貰っておらず、正式なやくざではない。忠実高校のOBであり、後輩のピンチに助太刀で現れ、はったりを利かせたが、三橋のナイフで刺された演技に騙され、自身がまだヤクザにはなっていないと口走る。直後、激怒した三橋に敗北した。本業はタクシー運転手。
須藤（すどう）
声 - 梁田清之
「極道組」の幹部。怒るとすぐにドスや拳銃を持ち出す。今井に突っ張りを喰らい、自身のことをヤクザだと知らない三橋に杖で尻を突かれた。その後、手下と共に車で三橋を追いかけ、彼の頭を叩く、蹴るなどするが、一瞬の隙を突かれ三橋に殴られる。直後に現れた中野と三橋の喧嘩中に反撃を試みるが、今度は中野にKOされ、三橋はその隙に逃げた。その後、今井と三橋に恥をかかされた怨み、手下を使って報復に及ぶ。最後は極道組に乗り込んで逃げた三橋たちを追いかけるが、道中で三橋を狙って現れた中野に手下を殴られた上、中野と三橋双方から無視されたことに激怒し拳銃を乱射する。ドブ川に飛び込んで逃げた三橋たちの1人（今井）を殺したと勘違いして怯み、三橋たちとのいざこざは無かったことにするよう増田にくぎを刺した。
なお、この一件はやくざたちの間に三橋が関わると危険な男であるという認識を植え付けるきっかけとなった。
増田（ますだ）
声 - 三木眞一郎
須藤の手下。極道組組員で街のチンピラや不良にも顔が利く。今井と三橋に恥をかかされた須藤に思わず大笑いして須藤の怒りを買い、顔中絆創膏だらけにされた。本人曰くモテるタイプ。極道組に狙われることを恐れた今井の言いつけで、小山を今井と勘違いし、大人数で絞めて連行しようとしたところを谷川に咎められ、谷川も絞めて小山ともども放置する。それがきっかけで激怒した今井と成り行きで同行した三橋・伊藤に極道組へ乗り込まれる。最後は目の前で自分たちを無視して喧嘩をしている中野と三橋に発砲しようとするが、逆に2人にKOされた。敵を騙す脅すなどの頭脳戦を得意とするが、真剣勝負の喧嘩は強くない。
ユモト
須藤の手下。極道組組員で三橋・伊藤が乗り込んだ際に留守番をしていたが、何らかの事情で勝手に事務所を不在にしていた。

### 極悪人
本作に登場する極悪人。三橋、伊藤の強敵に値する。
松村 純（まつむら じゅん）
サイパンでバーを経営するサイパン編での三橋たちの敵。身長は約180cm。表向きは好青年を装っているが、本性は凶悪であり、外国であることをいいことに、少しでも不愉快なことが起こると拳銃を持ち出して相手を脅す。人を撃つことに躊躇いが無く、自身の快楽や目的のためなら如何なることもしてのける。様々な手段で三橋らを苦しめたが、最後は吹っ切れた谷川に1000万円の麻薬の葉を海に投げ捨てられ、谷川の迫力に負けて気絶した。
北山（きたやま）
最終話間近に登場。組織に追われて金銭に困っている模様で、相良と組んで薬を売りつけた相手から金を脅し取る商売をしていた。女性にも容赦がない。相良以上の実力者で、本気で激怒した今井を逆腕の左手のみで一方的に倒し重傷を負わせ、三橋をも苦戦させた。
気合の差で根負けし、銃を取り出したところ、三橋に「最後まで腕力で意地を張れないお前は今井より弱い」と罵られ、伊藤と谷川の助太刀もあり、三橋の機転で灯油をかけられて銃が使えなくなった後は一撃で敗れる。その後、相良にも見限られ、三橋に負けて弱っていたところに全身に火をつけられる。川に飛び込んだ後は、怯え切った様子で逃げ出した。相良曰く「悪いだけ」。この後、相良は単独で三橋・伊藤を相手に激戦を繰り広げることとなる。
主な悪役の中では、劇中で三橋が倒した最後の相手となる。

### 武道関係
本作に登場する武道関係の人々。
理子の父
声 - 青野武
演 - 佐藤二朗（テレビドラマ版、2020年劇場版）
赤坂流当主にして理子の父親。チョビ髭を生やしている。テレビドラマ版・2020年劇場版では名前が赤坂哲夫（あかさか てつお）となっている。娘が三橋に惚れているのを理解できず、三橋を敵視しており、彼が目の前に現れると容赦なく攻撃を仕掛ける。良など門下生には、敵の背後を狙うように言い含めている。
情けない面も多いがまともに戦えば三橋でも敵わない実力者である。三橋に意地悪することも多いが実力は認めている。
黒崎 鉄矢（くろさき てつや）
声 - 古澤徹、演 - 阿部亮平（テレビドラマ版）
黒崎道場の跡取りであり、空手家。元忠実高校の不良でかなりの腕前だった模様。当初は卑劣な手で恐喝をしていた他、仲間を容赦無く殴るなど粗暴な性格だった。
赤坂道場と互いの道場の看板を懸けた交流試合には先鋒として参戦。谷川・良・今井を圧倒し、伊藤をも場外からの眼突きで下すが、激怒した三橋に畳を使った反則攻撃であっけなく敗れた。後日伊藤に再戦を挑まれ、完敗する。その後は更生し、世界一の空手家を目指して日夜河川敷で鍛錬を重ねていた。
登場当初は三橋・伊藤に及ばない実力だったが、更生後は地道な努力で実力を上げ、三橋・伊藤が苦戦した凧葉の弟子たちを利き手が使えない状態で一蹴した。
鉄矢の父
声 - 飯塚昭三
黒崎道場の師範で、理子の父に看板を賭けた交流試合を持ちかける。審判という立場にもかかわらず、試合中に自身の門徒を贔屓する判定を行っていた。OVA版では三橋に骨折沙汰の大怪我を負わされた。
樹茂（きも）
凧葉道場門下生。廻し蹴りを得意とする。凧葉が空手を教えて更生させた元不良の手本として三橋のクラスの体育の授業に連れて来るが、性根は変わっておらず、凧葉の目を盗んで月謝の名目で暴行と恐喝を繰り返していた。空手の試合で一度は三橋を失神させたが、後に汚い手段で黒崎の拳を潰したことに怒った三橋に完敗する。その後、報復として凧葉に三橋・伊藤が悪人だと訴える。しかし、「正しいものが勝つ」と主張する凧葉が見守る中で黒崎との再戦となり、まったく歯が立たなかったうえ、「月謝」を支払わせていた少年が現れたことで悪事が露見した。その後の動向は田井と共に不明。
田井（たい）
凧葉道場門下生。ローキックを得意とする。樹茂と同じく凧葉に連れて来られたが、性根は変わっておらず、入門生を連れて来なかった軟高空手部員に練習の名目で執拗に暴行し、道場破りに来た黒崎に1人では勝てないと見るや、複数で暴行し拳を潰すといった手段に出る。空手の試合で一度は伊藤に勝つものの、卑怯な手段で黒崎の拳を潰したことに怒った伊藤に完敗する。その後、樹茂と共に凧葉を利用し、けしかけることで三橋たちに報復しようとしたが逆に悪事が露見してしまった。
凧葉（たこば）
軟葉高校理事長の甥で凧葉道場の師範。理事長からの依頼で、三橋など不良生徒に空手を教え更生させようと試みる。空手の腕前は確かなものの、単純な性格で人を見る目が無く、樹茂や田井を始めとする弟子たちに裏では馬鹿にされている。このことに凧葉自身は気づいておらず、2人は更生したと信じていた。一方、実力に関しては樹茂、田井からも畏怖されている。
弟子たちに騙され三橋・伊藤と決闘するようけしかけられるが、凧葉に戦意はなく2人を非難するだけに留めた。しかし、黒崎まで非難したことで2人の怒りを買い、三橋に痛打を受ける。その後、黒崎の方が門下生2人より強いと訴えられ、門下生を圧倒する黒崎の戦いぶりを目の当たりにし、彼らに対する認識を改める。更に樹茂と田井の悪事が露見すると激しい怒りを見せて自白を引き出した模様。その後、三橋たちに「仲間のために怒れる素晴らしい少年たち」と泣いて詫びるも、三橋に高級レストランで散々奢らされ、「やっぱり三橋は嫌いだ」という結論に落ち着いた。
森川 涼子（もりかわ りょうこ）
声 - 黒田由美
演 - 山本舞香（2020年劇場版）
悟の従妹で、剣道の心得がある。2020年劇場版では永架高校の生徒。正義感が強く腕も立つが、思い込みが激しく口が悪い上にカッとなりやすい性格のため、しばしば痛い目を見る。北根壊編では誤解から三橋たちを付け狙うが、散々悪態をついた自身を最後まで守り通した今井の姿に心を打たれ涙を見せた。以来、今井に想いを寄せ、今井の前では女性らしい振る舞いを見せる場面が増える。しかし良かれと思いプレゼントした物がバナナや縄であるなど、恋愛には不器用な一面も見せる。
双子の妹・湘子と共に、本作のスピンオフに当たる読み切り作品『今日からあたしゃ!!』では主役となる。転校を機にツッパリから足を洗い、普通の女の子になろうと試みるも、湘子とスケバンが揉めた際、不良男が女の喧嘩に介入してきたことと湘子の髪を引っ張り回していたことで激怒した末、全員をしばき倒し、翌日からは不良たちに「姐御」と崇められる女番長となってしまった。
なお、作品初盤で同名の人物が登場している。同作者による読み切り作品『A子シリーズ』の第2回では、今井と共にファミリーレストランで仲睦まじく会話するカップルとして登場している。
『週刊少年サンデー』1995年50号の人気投票結果は18票を獲得して10位。

### 三橋の親族
3人構成で生活は豊かではない。
三橋 愛美（みつはし まなみ）
声 - 湯屋敦子
演 - 瀬奈じゅん（テレビドラマ版、2020年劇場版）
三橋の母親。気が強く、父は尻に敷かれている。外見も性格も息子に似て気が強い。夫の兄弟のことは「嫌な奴ばかり」と疎んでいる。
三橋 一郎（みつはし いちろう）
演 - 吉田鋼太郎（テレビドラマ版、2020年劇場版）
三橋の父親。足が非常に速いが、気が弱い。妻の尻に敷かれ、上司に怒られ、兄弟からも軽蔑されている。息子からはよく気遣われ、慰められたり、おやじ狩りに遭っていた所を救われるなどしている。息子の悪だくみでヤクザのような髪型にされたことがあり、普段より気が強くなったこともある。持ち歩いている金は500円で、へそくりも500円。
テレビドラマ版ではよりコミカルな人物として描かれており、ジョークを言っては貴志や愛美から呆れられている。
ユキ
貴志の従姉妹で、夫はアメリカ人。
セリカ
ユキの娘で、三橋の従姪。日米ハーフのため金髪。一人で出歩いていたところを登校途中の三橋に勘違いから頭をはたかれたのがきっかけで、自身の金髪を正当化するために学校へ連れて行かれる。その後、「外国人の少女が誘拐された」という通報を受けた警察から誘拐の被害者と勘違いされ、三橋たちが追われることとなった。三橋に懐いていたが、彼を従兄叔父と知っていたかは不明。
三橋 次郎（みつはし じろう）
一郎の弟にして、三郎の兄。柔道四段の腕前で、気弱な兄を軽蔑している。息子と険悪な雰囲気になった三橋を窘めようとするも、一蹴された。
三橋 三郎（みつはし さぶろう）
次郎の弟。空手三段だが、親類共々三橋に一蹴される。
三橋 誠一（みつはし せいいち）
次郎の息子。若い頃の父親に瓜二つで、父に同じく武道経験者。頭脳も明晰で、有名大学に合格している。昔はグレていた模様。三橋の髪を嘲笑して喧嘩を売るが、一蹴される。

### 伊藤の親族
4人構成。伊藤一族は、みな裕福である。何かと三橋の世話になっている。
伊藤の母
美人でおっとりした性格。一方、息子に豚の屠殺を命じるなど道徳教育に厳しく、怒ると三橋・今井をも震え上がらせる。
伊藤 圭子（いとう けいこ）
伊藤の妹で母親似。かつては不良の友達がいた。三橋を尊敬しては、兄を悩ませている。毒舌な面がある。
伊藤 和夫（いとう かずお）
伊藤真司の従兄弟で、髪を下ろした伊藤に瓜二つの外見。いじめっ子に負けないため、三橋による地獄のような特訓を受けた結果、「この世で一番恐ろしいものは三橋」と悟り、いじめっ子を可愛いとすら捉えられるようになった。

### 今井の親族
6人構成で、三橋家と同程度の生活水準である。近所に多数の親類が住んでおり、頻繁に集まる。
今井の母
演 - 阿南敦子（テレビドラマ版）
強面かつ口調も豪快で、三橋・伊藤からも強そうと思われるほどのオーラを持つ。その雰囲気に違わぬ腕力を誇り、海外旅行に行きたいとせがんだ息子を一撃で昏倒させた。
今井の父
演 - 佐伯新（テレビドラマ版）
顔や背格好は息子と似ているも、バーコード状の禿頭という風貌。はげにコンプレックスがあった模様でを、インチキ毛生え薬を購入した。
今井 勝良（いまい かつよし）
演 - 渡邉蒼（テレビドラマ版）
勝俊の弟で次男。兄を馬鹿にしては、弟たちの前で彼の女運のなさを暴きたてた。兄より先に美人の彼女を作り、嫉妬される。テレビドラマ版では原作ほど兄の勝俊をなめてはいない。
今井 勝矢（いまい かつや）
演 - 北原十希明（テレビドラマ版）
三男。
今井 勝和（いまい まさかず）
演 - 山下心煌（テレビドラマ版）
末弟。利発で口も達者だが、もてない長兄を憐れんでいる。

### その他の登場人物
桐村（きりむら）
演 - 外川貴博（劇場版）
三橋が軟高に転校する前の学校での同級生。鶏冠のような髪型をしている。他校の番格で暴走族と繋がりを持つ兄がおり、自身も不良だが、体育の授業中で三橋に股間を攻撃されたあげくゴールポストに顔面を強打し、周囲からは自滅したと勘違いされたのを機に、その地位は日に日に落ちていく。その一件以来、額と鼻にかけてT字型に包帯とガーゼを巻いた姿を見た三橋に「フンドシマスク」と称され、自身のあだ名として定着するという辱めを受ける。
三橋に様々な復讐を試みるも、全て失敗に終わる。三橋が軟高に転校した後、父親の転勤で千葉に引っ越し、再び三橋に復讐を試みるも、自身の存在を忘れ去られており、当初の目的である復讐を忘れ、自身の名前を三橋に思い出させるに注力する。当の三橋は「フンドシマスク」で記憶していたため、「桐村」という名前には全く覚えがなかった。
三橋と絡んでからは、友人もいなくなり、不運が続いている。本人は腕っぷしの強さに自信を持つが、実際に対戦した三橋・伊藤からはあまりの弱さに呆れられた。
「さんちゃんと愉快な仲間達」の写真に載っている。
『週刊少年サンデー』1995年50号の人気投票結果は47票を獲得して9位。
田村（たむら）
三橋が軟高に転校する前の学校で桐村とつるみ三橋をいびっていた生徒。しかし、桐村に「フンドシマスク」と渾名が付けられた直後から、三橋に同調し桐村を見放した。
多河（たがわ）
愛称ターちゃん。腕より知恵を働かせることを得意とする。過去に些細なことをきっかけに親友と仲違いしたことが原因で、友情を嫌っており、三橋と伊藤を罠にはめ、2人を仲間割れさせ、共倒れさせようと目論む。盗聴器を用い計画が上手く運んでいるかを確認したり、女優志望の女を使うなど用意周到に事を動かす。計画は上手く運び、三橋と伊藤に本気の殴り合いをさせるものの、あと一歩のところで2人の真の友情を目にし、敗北を認める。
北川 頼秋（きたがわ よりあき）
埼玉在住。地元を牛耳る北川グループ会長の息子で、拳銃も所持している。もともとは体格や運動神経にあまり恵まれず、なおかつ臆病者で、何かと高崎を羨んでいたが、次第に親の権力を利用して好き勝手に振舞うようになり、自身に反発した高崎を町から追い出し、従わない者を徹底的に潰していた。三橋と伊藤を引き連れてやって来た高崎と激突し、最後はタイマンで圧倒されたが何度も立ち上がる根性を見せ、最後はお互いを認め和解した。
金澤（かなざわ）
北川が金で雇った空手家。脇役ながら「本物の空手を使う」「高崎もまともに勝てたことが無い」と評されており、腕は立つ。蹴り技で伊藤を追い詰めるも最後は敗北した。
ジャンボ
北川がアメリカで拾ってきたプロレスラー。身長210cmを越す作中屈指の巨漢で、怪力を誇る。怒ると見境無く暴れ、制止しようとした北川も殴り飛ばした。直接対決を避けた三橋の機転に敗れる。
杉山 由佳里（すぎやま ゆかり）
小山の仲介により、今井に恋人として紹介される。実際は淳一と交際しており、彼が他校の生徒から恐喝されている対策として今井の腕力を利用しようと画策したのが真相である。それを判った上で力になった今井に礼を述べ、ひとまず友達として縁は続く。後に谷川が今井の誕生日会を開く際に女友達として呼ぶことを提案したが、結局呼ばれなかった。
美奈子（みなこ）
三橋・伊藤・今井・谷川の4人でサイパンに行った時に谷川が惚れた女。
宏美（ひろみ）
美奈子の友達。美人だが控えめで人を見る目がない。
熊男（くまおとこ）
名前が無く素性も不明だが、高校生では無いが学ランを着ている。老け顔。チャラチャラした高校生が多いからと突如、軟高生に暴行を働き、それを見咎めた三橋・伊藤と衝突する。標識の鉄柱を蹴り一撃でヘシ折り、三橋の本気のパンチをまともに貰っても「中々いいパンチ」と述べるタフネスぶりを見せる。走って逃げたと思われた三橋の加速度クラッシュを喰らって敗れた。
熊男の仲間
熊男と共に軟高生に暴行を働いた。三橋を卑怯者呼ばわりしたことにキレた伊藤に一撃で敗れる。
良郎（よしろう）
中野が殴った不良の仲間。中野と同じアパートの知り合いの女子大生の家を襲うなど、最終的に敗れる。
五条（ごじょう）
伊藤の中学時代の1年先輩で番長。キレると教師でも手が出せないと噂されている。当時、伊藤の友人であった久我を決闘から逃げたという理由で集団で袋叩きにする。その時は「二度と仲間を裏切らぬようケジメをつけさせる」と伊藤を気追す。決闘相手が兄と共に鉄パイプで復讐に来た際、子分が数人倒されると即逃げ出した。その直後、激怒した伊藤が鉄パイプ男を倒したのを見て呆気にとられる。伊藤に「ケジメとって欲しかったらいつでも来てくださいよ」と言われ、恐れをなすようになる。
久我（くが）
伊藤の中学時代の友人。ある日突然ソリを入れ、ツッパリになった。そのことで他校との決闘に参加するも、同年代の生徒が敗れるのを見て恐れをなして逃げ出す。後日、そのことを五条らに咎められ集団で袋叩きにされる。止めに入った伊藤に対しても「俺はもう逃げねぇ」と誓った。誓い通り、敵の番長とその兄である鉄パイプ男に絡まれても逃げずに立ち向かうが、袋叩きにされた後ズボンを脱がされ、表通りに捨てられる。それを見て激怒した伊藤が番長兄弟を倒したため事なきを得たが、伊藤の気迫に驚愕し距離を置くようになる。
鳶島 洋（とびしま ひろし）
横野市のスリ。精密機械の如く正確な動きが出来る手を持っている。水槽を買うために横野市に来た伊藤から財布を奪うが、三橋に奪還された上に飯を奢らされる。これを恨んで三橋のもとに現れ、三橋が選んだ奴から何でも盗ってやると提案する。そこで三橋の指定したヤクザ風の男（山田）から鞄を奪うが、中からはシャブと思しき白い粉が出てきて驚愕する。実際は山田は智司の知り合いで、白い粉もヤクザを辞めてタコ焼き屋を始めるために仕入れた小麦粉であった。安堵するも、山田にとってその小麦粉がいかに大切な物であったかを智司に諭され、猛省する。直後、駆けつけた山田と仲間に刺されそうになるも、三橋が「コイツもタコ焼きを作りたかったんだ」と庇ったことに口裏を合わせ和解した。やがてその言葉通りに足を洗ってタコ焼き屋となり、手先の器用さを生かした素早い焼き方を披露している。
大熊 源治（おおくま げんじ）
日本男児最後の生き残りと周りから称されるヒゲ顔で硬派な番長。電車の中で寝ていた三橋を誰だか気付かずからかった事がきっかけで、「三橋に恋する変態」というレッテルを張られる。その影響で舎弟や意中の女子からも誤解を受けて孤立し、さらには対立していた不良から集団で袋叩きにされる。助太刀で現れた伊藤に心酔するが、今度は「伊藤に乗り換えた」と更なる誤解を受けた。
良井（よしい）
肥満体で大食いの男子高校生。ダイエットのために赤坂道場を尋ねた際、三橋と出会う。赤坂道場入門は出来ずに終わる。三橋に誘われ、2人で「超スペシャル大盛大皿やきそば」に挑戦し、三橋ギブアップ後に本領発揮し、完食。これにより三橋に顔を覚えられる。他人に頼まれると理不尽なことでも断わりきれず流される性格に悩んでいたが、三橋の素のままの振舞いを目の当たりにして感銘を受け、弟子入りを申し出て、あっさりと認められた。「人に好かれるために生きてるわけじゃない」という三橋の言葉に心を打たれ、自身の意見をはっきり言えるようになった。三橋に対する意見は無論却下される。制服は紅高のものと似ているが所属校は明記されていない。36巻で2話だけ登場しただけであるが、最終話の記念写真にもしっかり写っている。
犬
作中で度々登場する野良犬。アニメではより利口な描写であるが、「ちんちん」と言われると顔を赤らめ、発言した相手の股間を触る癖がある。

### ドラマオリジナルキャラ
川崎 明美（かわさき あけみ）
演 - 若月佑美（テレビドラマ、2020年劇場版）
成蘭女子高校の生徒であり、京子を慕うスケバン。京子とは同学年でありながら彼女の事を一目置いている。しかし空気の読めない所がある。
椋木（むくのき）
演 - ムロツヨシ（テレビドラマ、2020年劇場版）
「ビンビン熱血教師」を自称するドラマ版での三橋・伊藤・佐川の担任教師で、担当は国語と生徒指導。『3年B組金八先生』に憧れており、髪型や喋り方も坂本金八の真似をしている。お調子者かつ小心者である一方、生徒思いの人物でもある。
反町（そりまち）
演 - 長谷川忍（シソンヌ）
体育教師。サングラスをかけ竹刀を常に持っている強面だが、温厚で常識的な性格。椋木をはじめとする他の教師の言動や行動にツッコミを入れる。名前は反町隆史からとられており、椋木からしばしば「タンマチ」と名前を間違えられる。
坂本（さかもと）
演 - じろう（シソンヌ）
化学教師。メガネをかけており、内気な性格。独特なツボを持ち、椋木の話に対してやたらと興奮する。名前は『3年B組金八先生』の主人公である坂本金八からで、第6話では原作における骨川のポジションを担っている。
水谷（みずたに）
演 - 猪塚健太
数学教師。知的で端正な二枚目だが言葉を貯める傾向があり、余計なことを言っては反町からツッコミを入れられている。名前は『熱中時代』で主人公を演じた水谷豊からきている。
山口（やまぐち）
演 - 愛原実花
世界史の教師で、理子の担任。椋木からは好意を寄せられており、彼の話に感動することはあれどアプローチに関してはスルーしている。声量がよい。名前は『ごくせん』の主人公である山口久美子からきている。

## 書誌情報

### オリジナル版
- 西森博之 『今日から俺は!!』 小学館〈少年サンデーコミックス〉、全38巻
  1. 1989年12月14日発売、ISBN 4-09-122401-6
  2. 1990年5月18日発売、ISBN 4-09-122402-4
  3. 1990年10月18日発売、ISBN 4-09-122403-2
  4. 1991年3月18日発売、ISBN 4-09-122404-0
  5. 1991年4月18日発売、ISBN 4-09-122405-9
  6. 1991年6月18日発売、ISBN 4-09-122406-7
  7. 1991年9月18日発売、ISBN 4-09-122407-5
  8. 1991年11月18日発売、ISBN 4-09-122408-3
  9. 1992年1月18日発売、ISBN 4-09-122409-1
  10. 1992年3月18日発売、ISBN 4-09-122410-5
  11. 1992年5月18日発売、ISBN 4-09-123051-2
  12. 1992年7月17日発売、ISBN 4-09-123052-0
  13. 1992年10月17日発売、ISBN 4-09-123053-9
  14. 1993年2月18日発売、ISBN 4-09-123054-7
  15. 1993年5月18日発売、ISBN 4-09-123055-5
  16. 1993年7月17日発売、ISBN 4-09-123056-3
  17. 1993年10月18日発売、ISBN 4-09-123057-1
  18. 1993年12月11日発売、ISBN 4-09-123058-X
  19. 1994年3月18日発売、ISBN 4-09-123059-8
  20. 1994年6月18日発売、ISBN 4-09-123060-1
  21. 1994年8月10日発売、ISBN 4-09-123391-0
  22. 1994年12月10日発売、ISBN 4-09-123392-9
  23. 1995年3月18日発売、ISBN 4-09-123393-7
  24. 1995年6月17日発売、ISBN 4-09-123394-5
  25. 1995年7月18日発売、ISBN 4-09-123395-3
  26. 1995年11月18日発売、ISBN 4-09-123396-1
  27. 1996年3月18日発売、ISBN 4-09-123397-X
  28. 1996年5月18日発売、ISBN 4-09-123398-8
  29. 1996年8月10日発売、ISBN 4-09-123399-6
  30. 1996年10月18日発売、ISBN 4-09-123400-3
  31. 1997年1月18日発売、ISBN 4-09-125181-1
  32. 1997年3月18日発売、ISBN 4-09-125182-X
  33. 1997年5月17日発売、ISBN 4-09-125183-8
  34. 1997年7月18日発売、ISBN 4-09-125184-6
  35. 1997年10月18日発売、ISBN 4-09-125185-4
  36. 1997年12月10日発売、ISBN 4-09-125186-2
  37. 1998年2月18日発売、ISBN 4-09-125187-0
  38. 1998年3月18日発売、ISBN 4-09-125188-9

### 再録版

#### 単行本
- 少年サンデーコミックススペシャル
  - 「今日から入門傑作選&ドラマキャストセレクション」 全1巻
  - 「スペシャルドラマ原作セレクション～軽井沢編～」 全1巻
  - 「劇場版原作セレクション～VS北根壊高校編～」 全1巻

#### ワイド版
- 少年サンデーコミックス ワイド版 全19巻

#### 廉価版（コンビニコミック）
- My First WIDE 全14巻
- My First BIG 全38巻
- My First BIG SPECIAL 全7巻

#### 文庫版
- 西森博之 『今日から俺は!!』 小学館〈小学館文庫〉、全18巻
  1. 2011年4月15日発売[6]、ISBN 978-4-09-193468-0
  2. 2011年4月15日発売[7]、ISBN 978-4-09-193469-7
  3. 2011年5月14日発売[8]、ISBN 978-4-09-193470-3
  4. 2011年6月15日発売[9]、ISBN 978-4-09-193471-0
  5. 2011年7月15日発売[10]、ISBN 978-4-09-193472-7
  6. 2011年8月12日発売[11]、ISBN 978-4-09-193473-4
  7. 2011年9月15日発売[12]、ISBN 978-4-09-193474-1
  8. 2011年10月15日発売[13]、ISBN 978-4-09-193475-8
  9. 2011年11月15日発売[14]、ISBN 978-4-09-193476-5
  10. 2011年12月15日発売[15]、ISBN 978-4-09-193477-2
  11. 2012年1月14日発売[16]、ISBN 978-4-09-193478-9
  12. 2012年2月15日発売[17]、ISBN 978-4-09-193479-6
  13. 2012年3月15日発売[18]、ISBN 978-4-09-193480-2
  14. 2012年4月14日発売[19]、ISBN 978-4-09-193486-4
  15. 2012年5月15日発売[20]、ISBN 978-4-09-193487-1
  16. 2012年6月15日発売[21]、ISBN 978-4-09-193488-8
  17. 2012年7月14日発売[22]、ISBN 978-4-09-193489-5
  18. 2012年8月10日発売[23]、ISBN 978-4-09-193490-1

## OVA版
全10巻。物語の順番は原作と多少異なる展開。千葉に来た中野とヤクザの騒動の時点で終了。後述のドラマ版のヒットに肖って、HDリマスター版を制作、それを元にCS放送やソフト販売を行った。

### スタッフ
- 監督 - もりたけし（#1）、案納正美（#2 - #10）
- 脚本 - 大橋志吉
- キャラクターデザイン・作画監督 - 大西雅也
- 絵コンテ - もりたけし（#2 - #10）
- 美術監督 - 土師勝弘（#1）、宮野隆（#2 - #5、#9、#10）、天水勝（#6 - #8）
- 撮影監督 - 野口肇（#1）、福島敏行（#2）、堀越弘伸（#3 - #10）
- 編集 - 掛須秀一（#1）、関一彦（#2 - #10）
- 音楽 - 埜巴紀見男、川上了（#2 - #10）
- 音響監督 - 藤山房伸
- プロデューサー - 福与雅子、深草礼子
- 製作 - 東宝、スタジオぴえろ

### キャスト
上記「登場人物」欄未記載のもの。
- みさ子 - 井上喜久子

### 主題歌
- エンディングテーマ
  - 『僕らはファミリー』（作詞、作曲、歌：ケラ/編曲：T.K.O.P）
- 挿入歌
  - 『FUTURE OF COLORFUL HIGH SCHOOL LIFE』（作詞、作曲、歌：ケラ/編曲：T.K.O.P）
  - 『高校デビュー』（作詞：井上貴代美/作曲：恵比寿司/編曲：角田英之/歌：珉餃子（泯比沙子））
  - 『男はヒキョー!』（作詞：氏神一番/作曲：青木秀樹/編曲：角田英之/歌：サブロー、制服向上委員会、氏神一番）
  - 『Escape Journey』（作詞：弥勒/作曲、編曲：川上了/歌：草地章江）

### 各巻タイトル
1. 今日から俺は!! 第1巻 1993年4月1日発売
2. 今日から俺は!! 第2巻 夕陽に赤いヒキョー者 1994年5月1日発売
3. 今日から俺は!! 第3巻 日本一のワガママ男 1994年8月1日発売
4. 今日から俺は!! 第4巻 なのに あなたは京都へ行くの! 1995年5月1日発売
5. 今日から俺は!! 第5巻 名もなく 貧しく ズルッこく 1995年11月1日発売
6. 今日から俺は!! 第6巻 逆襲・暴徒たちのララバイ 1996年2月1日発売
7. 今日から俺は!! 第7巻 マブダチ作戦 GO! GO! GO! 1996年8月1日発売
8. 今日から俺は!! 第8巻 道場やぶりをブッ飛ばせ! 1996年12月21日発売
9. 今日から俺は!! 第9巻 ワンス・アポン・ア・タイム・イン千葉 1996年12月21日発売
10. 今日から俺は!! 第10巻 極道のつまはじき達 1996年12月21日発売

## 東映Vシネマシリーズ

### スタッフ（東映Vシネマシリーズ）
- 監督：鹿島勤、伊藤裕彰
- プロデューサー：服部紹男、國松達也
- 製作総指揮：渡邊亮徳
- 企画：黒澤満、石川茂夫
- 脚本：田部俊行
- 撮影：森勝
- 照明∶井上幸男、渡辺三雄
- 美術：小林正義
- 編集：阿部嘉之
- 音楽：大内義昭（1 - 3）、Fuji-Yama（4 - 5）
- 音楽監督：鈴木清司（1 - 3）
- 選曲∶薄井洋明（4 - 5）
- 音楽プロデューサー：高桑忠男
- 助監督：大津是
- 製作協力：セントラルアーツ
- 製作：東映ビデオ、セガ・エンタープライゼス

### キャスト（東映Vシネマシリーズ）
上記「登場人物」欄未記載のもの。
- 奈津美：荒井乃梨子
- 小林先生：塩見三省
- 香川琢朗：モト冬樹
- 小野先生：香川照之

### 各巻タイトル（東映Vシネマシリーズ）
1. 今日から俺は!! 1993年1月8日発売
2. 今日から俺は!!2 1993年7月9日発売
3. 今日から俺は!! 電撃の十七才 1995年1月13日発売
4. 今日から俺は!! ガッツだぜ十七才 1997年4月11日発売
5. 今日から俺は!! 嵐を呼ぶ十七才 1997年5月9日発売

### 劇場映画版
『今日から俺は!!』（1994年2月19日、東映）映倫番号：114114
- 出演：三橋貴志、中倉健太郎、高橋かおり、久我陽子
- 主題歌：『何でもありの17才!!』（歌：三橋貴志、中倉健太郎）
- 挿入歌：『ヒーロー』（歌：大内義昭）
- 監督：鹿島勤
- 製作：渡邊亮徳
- 企画：黒澤満
- プロデューサー：服部紹男、國松達也
- 企画協力：山口敦規、高橋尚子
- 脚本：田部俊行
- 撮影：森勝
- 照明：井上幸男
- 美術：小林正義
- 録音：柴山申広
- 編集：阿部嘉之
- チーフ助監督：大津是
- キャスティング：飯塚滋
- スクリプター：桑原みどり
- 俳優担当：河合啓一
- 製作担当：岩下真司
- 音楽：大内義昭
- 音楽監督∶鈴木清司
- 音楽プロデューサー：高桑忠男
- 助監督：隅田靖、五十嵐康展
- 撮影助手：五十嵐英弘、青木洋史、水口智之、寺門勝利、朝倉充展
- 照明助手：斉藤志伸、野崎勇雄、河野幸夫、里館統康、渋谷聡
- 録音助手：笠原秀樹、郷右近秀利
- 編集助手：村木恵里
- ネガ編集：橋場恵
- 音響効果：真道正樹、鈴木優子
- リーレコ：岡村昭治
- 装飾：肥沼和男、岩井健志、三上和志、千田真紀子
- 衣裳：斉藤昌美
- メイク：竹間美雪、斎藤みわ
- スチール：安保隆
- 進行：益岡正志、橋本靖
- 宣伝：関根忠郎、遠藤茂行、山本健太郎
- 製作宣伝：山岡聡
- 擬斗：二家本辰己
- 刺青：霞涼二
- カースタント：TA・KA
- 操演：特殊効果亀甲船
- 特殊美術：Gom
- 東映東京撮影所、東映美術センター、東映東京撮影所AV事業部、東京美工、トライアーツ、第一衣裳、ストロングワーク、若プロ、クロキプロ、東映化学
- 撮影協力∶マイカル本牧、タチカラ株式会社、美容室AMBIENT、株式会社シンク、東京ドーム、ALL JAPAN STREET BASKETBALL ASSOCIATION
- 製作協力∶セントラル・アーツ
- 製作∶東映ビデオ

東映Vシネマシリーズと全く同じスタッフ・キャストで作られた。

#### 同時上映
「BE-BOP-HIGHSCHOOL」
- 出演：岸本祐二、庄司哲郎、竹中直人
- 監督：きうちかずひろ

#### ネット配信
- YouTube「東映シアターオンライン」で、2023年2月10日21:00（JST）から同年同月24日20:59（JST）まで無料配信が行われている。

## テレビドラマ
2018年10月14日から 12月16日まで 毎週日曜22時30分 - 23時25分に日本テレビ系『日曜ドラマ』にて放送された。主演は賀来賢人。
主題歌（OPタイトルバック）は「男の勲章」で“今日俺バンド”によるカバー曲。
ゲストとして小栗旬、堤真一、山田孝之、島崎遥香等、過去の福田作品に出演経験のある俳優が出演している。
ドラマ放送時にはオフィシャルブログにて生徒役がブログリレーを行い、ドラマが終盤に近づくにつれてアクセス数が盛り上がりを見せるなど好評を博し、「BLOG of the year 2018」優秀賞（オフィシャル部門）を受賞した。
2019年4月5日、ブルーレイ&DVD化を記念した全10話一挙上映イベント内で、映画化が発表された。
時代設定は原作連載当時の1988年 - 1997年よりも少し遡った1980年代前半に変更されており、女性キャラクターはロングスカートや聖子ちゃんカットのヘアスタイル、竹の子族の登場など、当時の流行描写も見られる。
2020年7月17日に劇場版公開が決定、これにあわせてスペシャルドラマが同日に金曜ロードSHOW!枠で放送。また、7月12日から8月15日までは特別版として土・日に関東ローカルで地上波再放送も行われた。

## 劇場版
2020年7月17日より東宝系にて公開。

## ソーシャルゲーム
- 『不良×抗争!今日から俺は!!』（ソーシャルゲーム、mobage、2012年3月16日配信開始、クルーズ、アイテム課金制）

## パチスロ
2024年秋始動予定